# Galerie Palatine
La galerie Palatine (Galleria Palatina, la « galerie du palais ») est l'un des musées abrités par le palais Pitti, à Florence. Elle comprend vingt-cinq salles conservant les collections d'œuvres d'art rassemblées par la famille Médicis et la dynastie Lorraine.
Le musée est situé parmi les plus beaux salons du palais Pitti. Il s'agit de la galerie de tableaux des grands-ducs de Toscane : le cadre respecte en effet le goût des siècles passés, les peintures étant réparties sur plusieurs rangées, sélectionnées pour des critères décoratifs, et non par époque et écoles. Chronologiquement, à quelques exceptions près, les peintures couvrent principalement les xvie et xviie siècles, ce qui en fait l’un des musées les plus importants du genre en Italie, ainsi qu’un atout pour la connaissance de l’histoire de la collection européenne.
La collection de peintures est centrée sur la période de la Renaissance tardive et le baroque, l'époque dorée du palais même. On y trouvera des œuvres des grands maîtres italiens, dont Raphaël, Titien, Botticelli, Le Pérugin, Véronèse, Caravage et Le Tintoret.

## Histoire

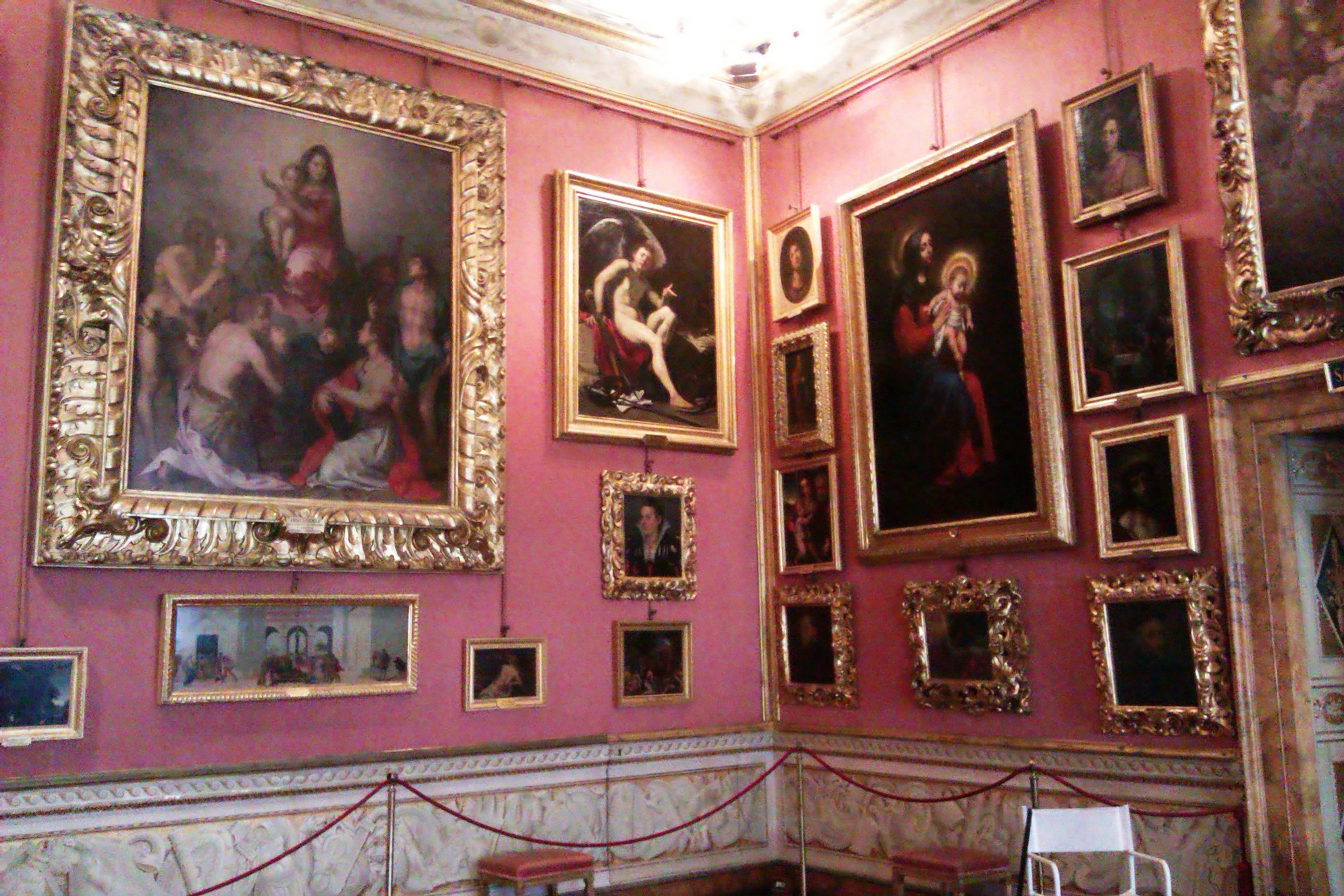
Salle d'Aurore.

C'est l'exemple d'exposition le plus important en Italie, dans lequel, contrairement à un principe muséal moderne, les tableaux ne sont pas exposés avec des critères de rangement par chronologie ou auteur, mais par un principe purement décoratif, couvrant toute la superficie des murs en schémas symétriques, très fidèles à la préparation voulue à l’origine par le grand-duc Pierre Léopold entre la fin du XVIIIe  et le début du  XIXe siècle.
La partie des œuvres de l'immense patrimoine médicéen qui ne pouvait être exposée aux Offices pour raisons d'espace y sont exposées, à l'exception des œuvres du début de la première période de la Renaissance jusqu'aux premières du XVIe siècle. L'immense majorité des œuvres exposées est réalisée sur toile, puisque la technique de la peinture sur panneaux de bois est abandonnée dans la seconde moitié du Quattrocento, plus laborieuse dans la préparation et qui produisait des œuvres évidemment plus lourdes et plus difficilement transportables que les suivantes.
Ainsi, dans cette période, on parvient à ranger dans le palais une partie des œuvres les plus importantes pourvus des plus grands cadres sculptés et dorés, dans des salles elles-mêmes enrichies de sculptures et de meubles précieux, comme les tables et le cabinet magnifiquement marquetées de pierres dures, le second art florentin pratiqué depuis le Seicento de l'Opificio delle pietre dure.
Les fonds de base du musée, composés d'environ 500 peintures, témoignent du goût collectionniste des divers membres de la famille Médicis et qui, grâce à la volonté testamentaire d'Anne-Marie-Louise de Médicis, la dernière héritière de la dynastie, ont pu passer, en 1743, en pleine propriété à la ville de Florence, en empêchant ainsi sa dispersion, comme malheureusement cela était déjà arrivé dans des faits analogues à Rome ou à Urbino vers des collections étrangères pour des raisons compliquées héréditaires ou dynastiques. Au palais Pitti sont ainsi conservées les exceptionnelles collections de Vittoria della Rovere, épouse du grand-duc Ferdinand II de Médicis et dernière héritière des ducs d'Urbino, dont font partie un grand nombre de toiles de Raphaël et Titien.
Pierre Léopold, dans son programme rationnel d'organisation de la ville, répartit grosso modo les œuvres de peinture et de sculpture (ancienne et moderne) entre les Uffizi et le palais Pitti, pendant que les gemmes, les curiosités naturalistes et scientifiques deviennent les fonds officiels du musée d'histoire naturelle.
La première ouverture au public remonte à 1833, avec un ensemble particulièrement exceptionnel d'œuvres de Raphaël, d'Andrea del Sarto et du Titien, tous maîtres de l'école florentine entre le Cinquecento et le Seicento, des exemples considérables de l'école vénitienne et quelques célèbres œuvres du Caravage, de Rubens et de Van Dyck.
Souvent les œuvres à sujet sacré, nées pour orner les autels de diverses églises, ont été acquises soit par les Médicis, soit par la dynastie Lorraine par échange de copies ou d'œuvres modernes faites pour l'occasion.
Les déménagements entre les églises et le palais, comportaient malheureusement, le plus souvent, une manipulation des peintures, avec des coupes et des ajouts nécessaires destinés à uniformiser leurs dimensions pour la création des compositions géométriques installées sur les murs. Souvent des cadres d'époques et d'auteurs différents étaient accolés pour leur thème, la composition de leurs scènes ou plus simplement leur similitude esthétique.

## L'organisation des expositions
La galerie se trouve au premier étage dans l'aile gauche du palais, où on trouve quelques-unes des salles les plus belles de l'ensemble. Après le majestueux salon des Ammannati, on arrive aux salles qui étaient généralement occupées par le Grand Duc, soit pour sa résidence privée, soit pour ses audiences publiques. Le parcours de l'exposition, commencé dans le vestibule, se poursuit avec certaines des salles consacrées à la sculpture (comme les bustes des grands ducs, surtout de Cosme en empereur romain) et au mobilier ancien, comme la salle des Staffieri, la galerie des Statues et la salle des Castagnoli, qui débute la véritable galerie. Les salles suivantes prennent le nom des thèmes des fresques qui les décorent. Le cycle est consacré à la mythologie gréco-romaine, mais il célèbre aussi la dynastie de la maison Médicis selon un système symbolique précis et articulé. En particulier les sujets mythologiques représentent des exemples qui font allusion au thème de la vie et de l'éducation du Prince, et représentent une œuvre fondamentale du baroque à Florence, qui ont produit une profonde influence sur les artistes locaux du Seicento et ensuite. Les fresques des premières cinq salles ont été réalisées par le plus célèbre artiste de l'époque, Pietro da Cortona, pendant que les autres salles sont les œuvres d'artistes néoclassiques de la première moitié du XIXe siècle.

## Les collections

### Historique des collections
La collection de la galerie Palatine est le résultat de siècles de collectionnisme passionné des Médicis, qui au fil des générations, ont constitué une des plus belles collections privées de tous les temps, ainsi que de leurs successeurs, les Habsbourg-Lorraine.

### Contenu des collections
La collection de la galerie Palatine se compose essentiellement de tableaux (500 en tout), mais elle compte également des sculptures de qualité ainsi que des pièces de mobilier exceptionnelles, qui décorent toujours les salles.

#### Salle de Vénus

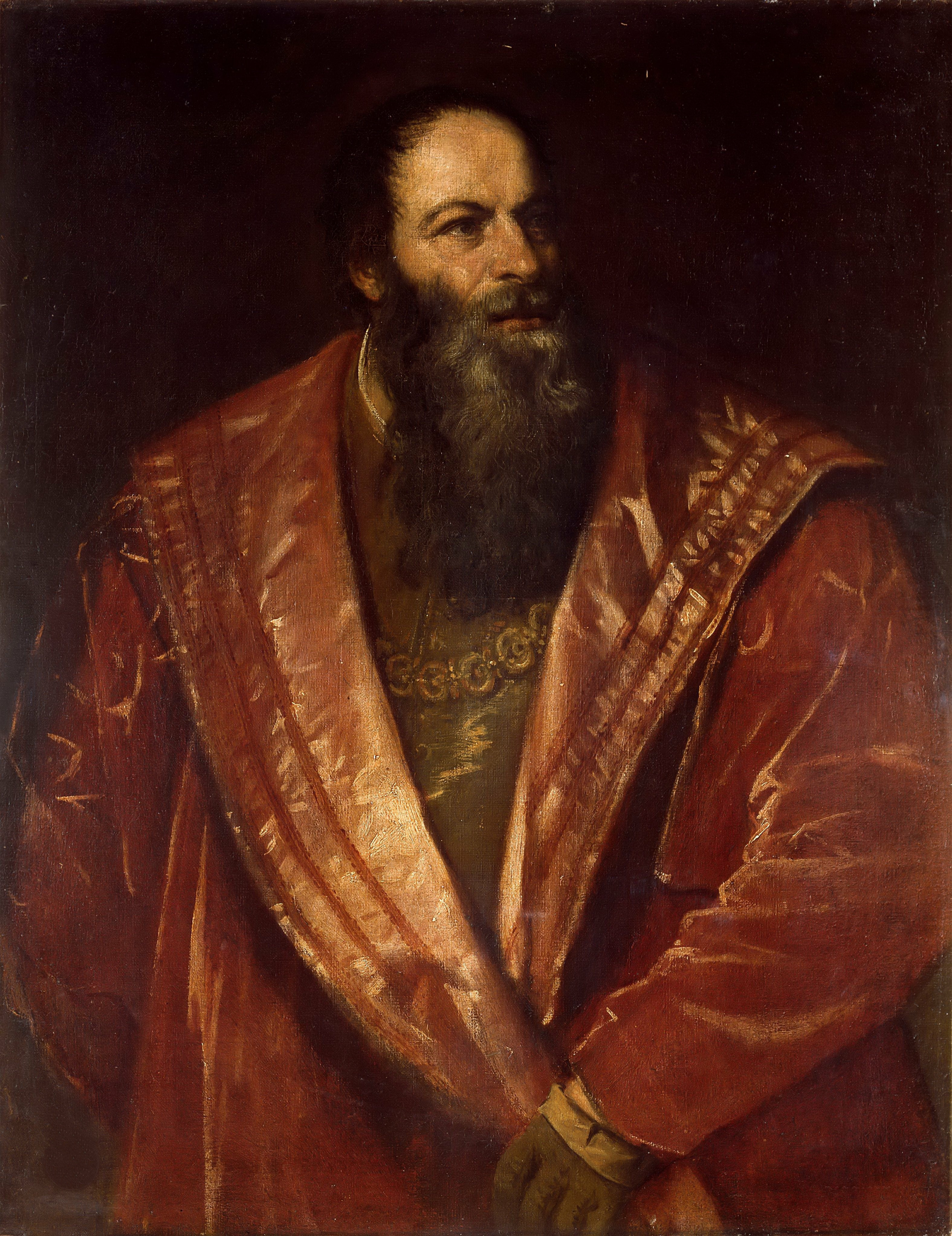
Titien, Portrait de Pierre Arétin

Outre les fresques de la voûte de Pietro da Cortona consacrées aux scènes de Vénus et Cupidon, est conservée ici une des célèbres Vénus italiques d'Antonio Canova.
Quatre des chefs-d'œuvre du Titien :
- Le Concert, œuvre de jeunesse (1510-1512)
- Portrait de Jules II, copié de Raphaël (œuvre à la National Gallery de Londres), sujet détourné remarquable par l'emploi de la couleur chère à Titien
- La Bella, peinture pour le duc d'Urbino (1536)
- Portrait de Pietro Aretino (1545)

Deux tableaux de Rubens, le maître préféré de Pietro da Cortona, l'équivalent flamand du Titien, en deux paysages grandioses et solennels :
- Le retour des paysans des champs
- Ulysse sur l'île des Phéaciens (Corfou).

Du célèbre peintre paysagiste napolitain Salvator Rosa, deux marines peintes entre 1640 et 1649 :
- Marine du Phare
- Marine du Port

#### Salle d'Apollon

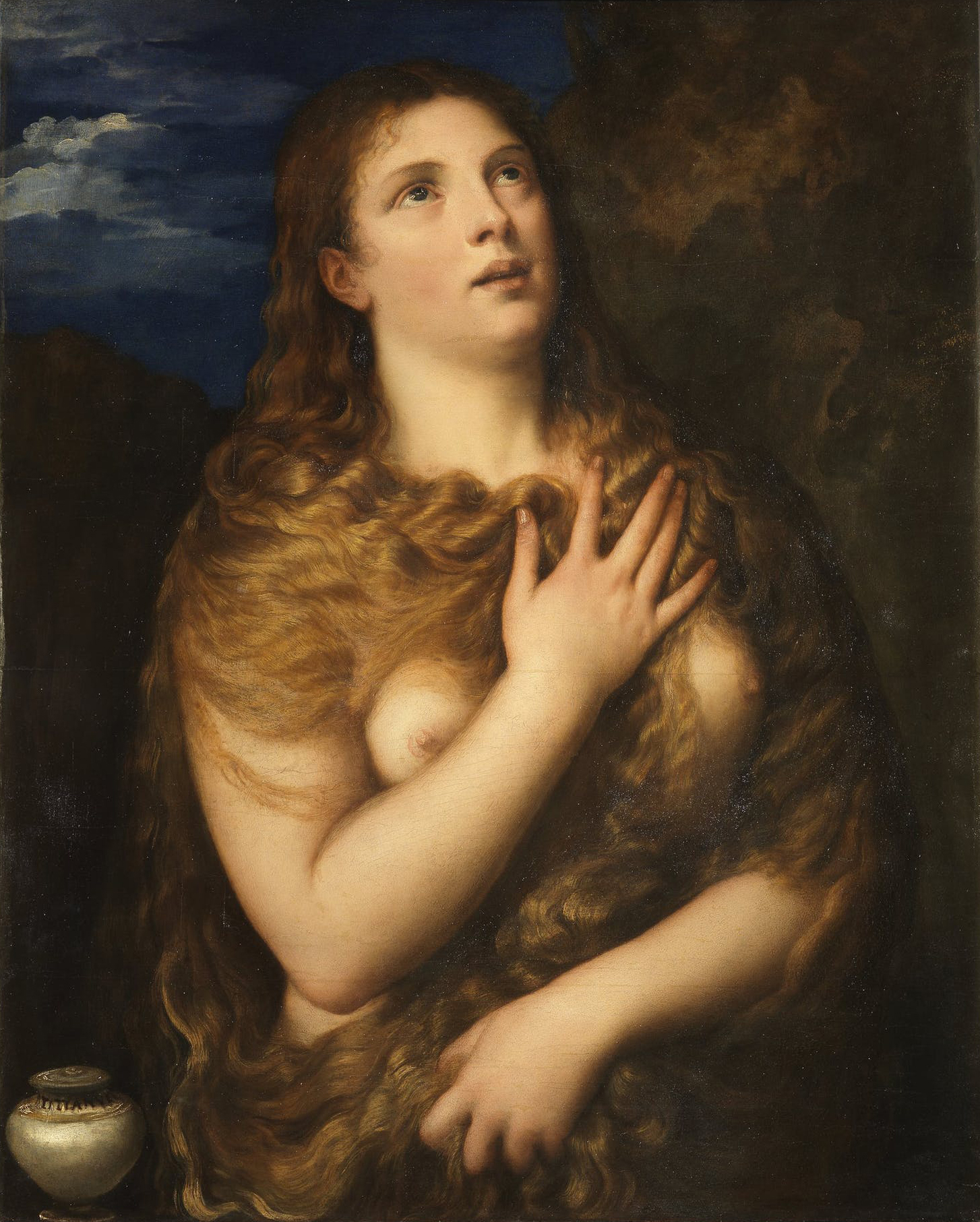
Titien, La Madeleine

Le plafond fut commencé par Pierre de Cortone et terminé par son élève Ciro Ferri. Un grand retable domine la salle : une Conversation sacrée de Rosso Fiorentino (1522), le plus important artiste florentin du premier maniérisme avec Pontormo, toile agrandie à l'époque baroque pour être adaptée au cadre.
Deux œuvres d'Andrea del Sarto, 
- Pietà (1523-1524),
- Sacra famiglia Medici, un de ses derniers travaux

Deux œuvres du Titien  :
- Portrait d'un jeune Anglais (1540 environ)
- Madeleine pénitente, antérieure à 1548, œuvre abondamment copiée.

Des importantes œuvres de l'école vénitienne :
- Portrait de Vincenzo Zeno du Tintoret,
- Nymphe et Satyre de Dosso Dossi (titre incorrect car une scène inspirée du poème "Orlando furioso").

Les œuvres de :
- Alessandro Allori : l'Ospitalità di San Giuliano (1612-1618 environ) et son style monumental
- Giovan Francesco Barbieri Guercino : Résurrection de Tabita
- Guido Reni  : Cleopâtre, œuvre mature de l'école bolonaise du Seicento.

L'art flamand est ici aussi représenté :
- Le célèbre Double portrait de Charles d'Angleterre et d'Henriette de France inspiré à Van Dyck,
- Portrait d'Isabella Clara Eugeni de Rubens (1625),
- Portrait de la Grande duchesse Vittoria della Rovere de Giusto Sustermans (1640 environ).

#### Salle de Mars

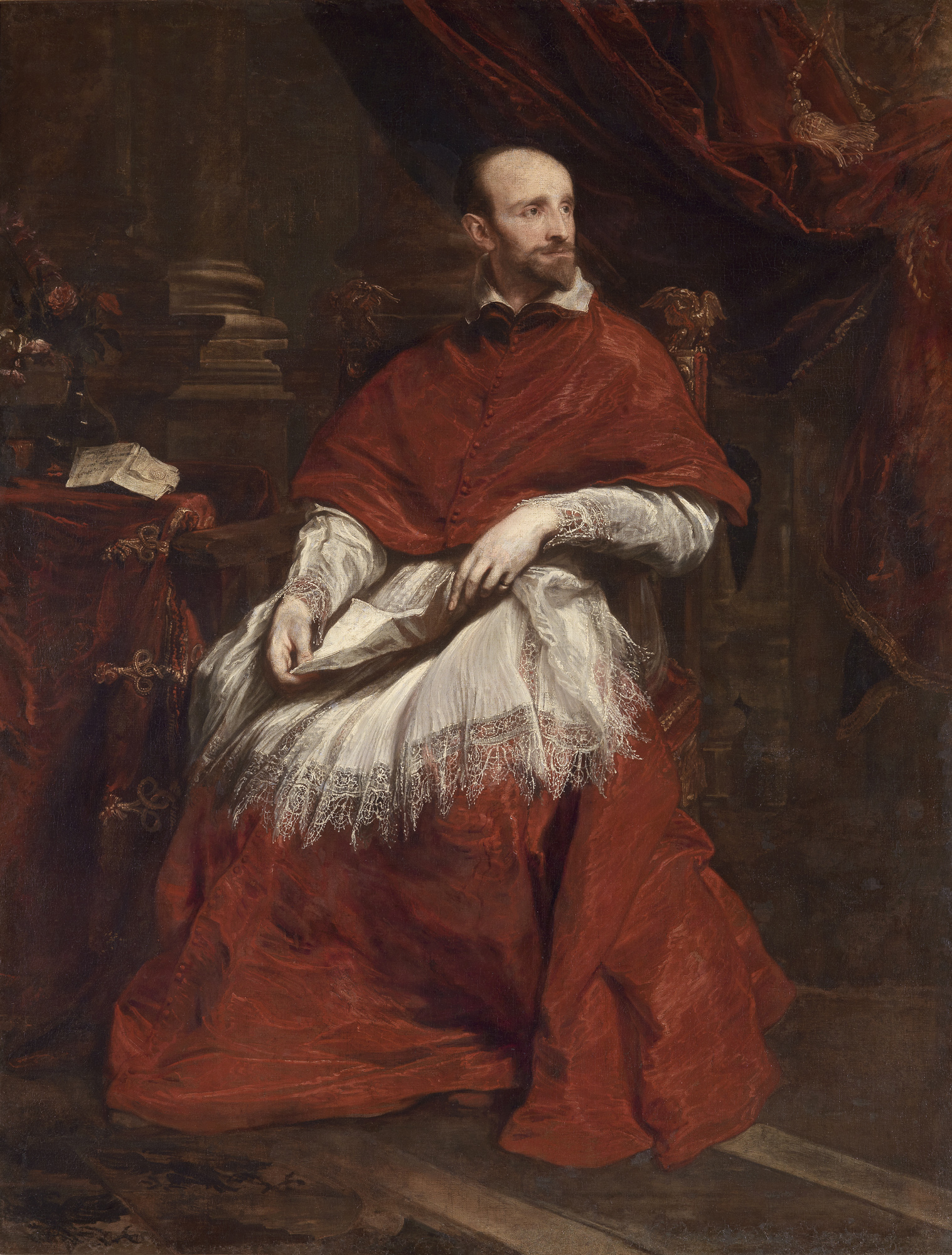
Van Dyck, Portrait du cardinal Bentivoglio

Dans cette salle, deux chefs-d'œuvre de Rubens, toiles riches de citations littéraires et philosophiques et de figures de la mythologie classique : 
- Les Conséquences de la guerre (1638), une allégorie grandiose en accord avec les fresques du plafond de Pietro de Cortona,
- Les Quatre Philosophes (1611-12 environ), de grande intensité.

Une série de portraits dont les plus importants :
- Portrait du cardinal Bentivoglio de Van Dyck
- Portrait d'Hippolyte de Medicis (ou Portrait d'Homme) du Titien (1532)
- Portrait de Luigi Cornaro du Tintoret (attribué, 1560-1565 environ)
- Portrait viril de Véronèse (1550-1560), d'une grande modernité par l'emploi d'un fort contraste noir sur blanc

#### Salle de Jupiter

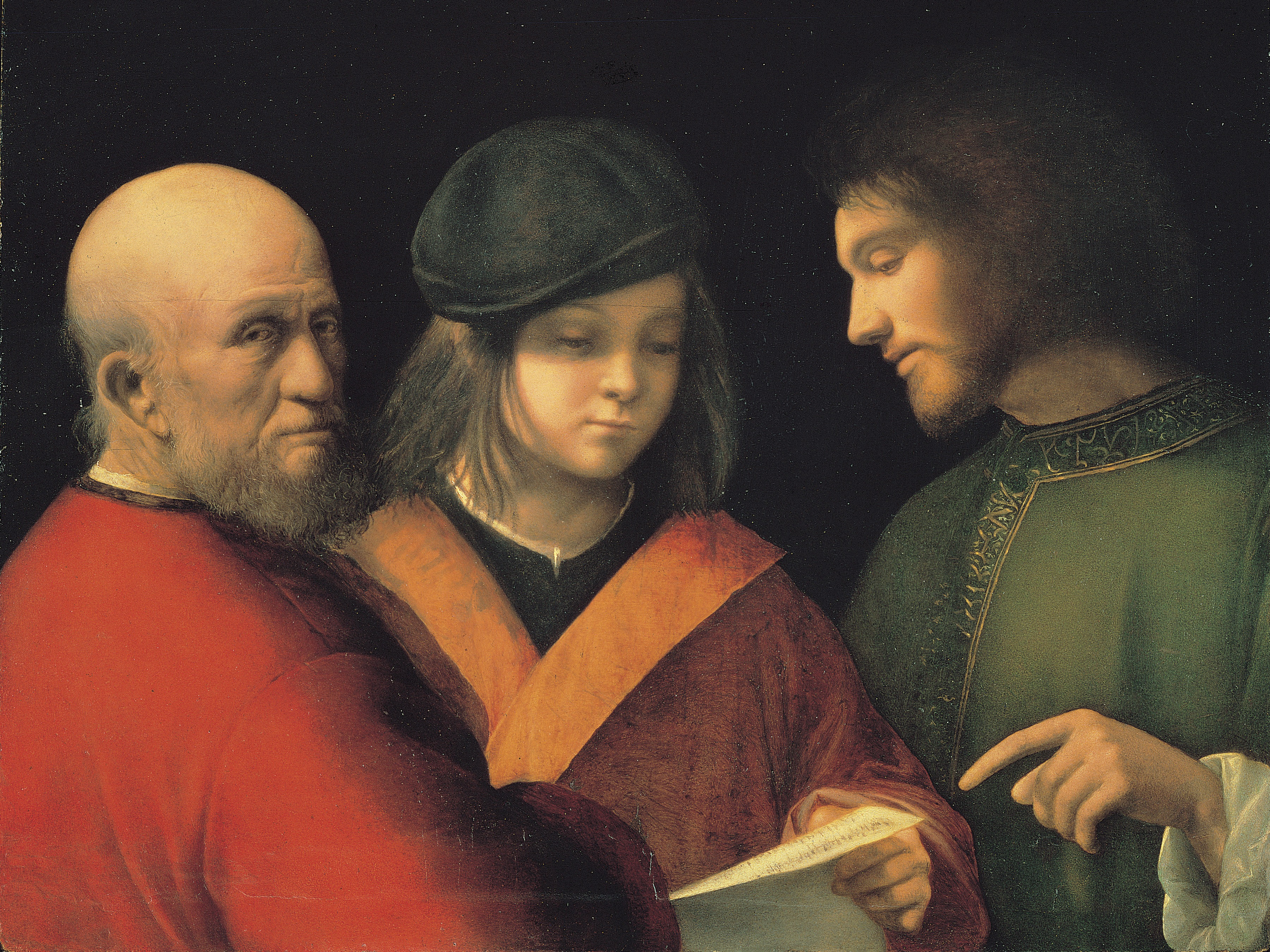
Giorgione, Les Trois Ages de l'Homme

Une des plus belles salles du palais, à l'origine destinée au trône du Grand Duc. Le plafond est de Pierre de Cortone, comme celui des salles de Vénus et de Mars.
D'authentiques chefs-d'œuvre décorent les murs, comme : 
- Donna Velata de Raphaël (1516), idéal féminin de beauté, peut-être portrait de la Fornarina, sa maîtresse
- Les Trois âges de l'homme (1500 environ), un des très rares tableaux de Giorgione, maître indiscuté de l'école vénitienne de la Renaissance.

Des toiles de l'école toscane du début du premier Cinquecento :
- Déploration du Christ mort de Fra Bartolomeo (1511-1512 environ),
- Annonciation, œuvre de la seconde période artistique d'Andrea del Sarto (celle plus liée à l'art de Michel-Ange),
- Saint Jean Baptiste du même auteur, avec des claires influences de la statuaire classique.
- Portrait de Guidobaldo della Rovere d'Agnolo Bronzino (1530-1532),
- Tavola delle Tre Parche (1537 environ), attribuée initialement à Michel-Ange, mais aujourd'hui à un de ses disciples pas exactement déterminé.

#### Salle de Saturne

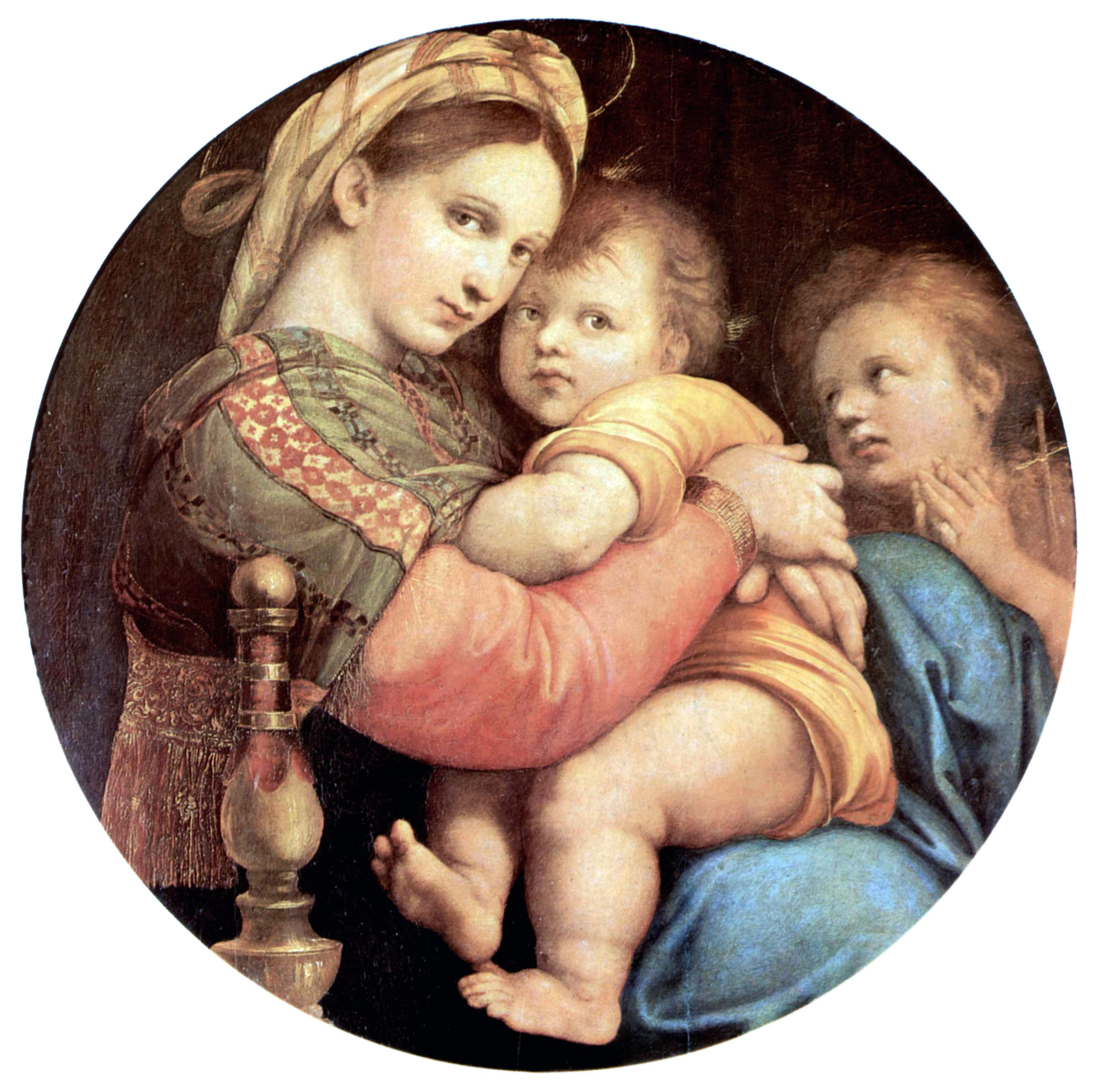
Raphaël, La Vierge à la Chaise

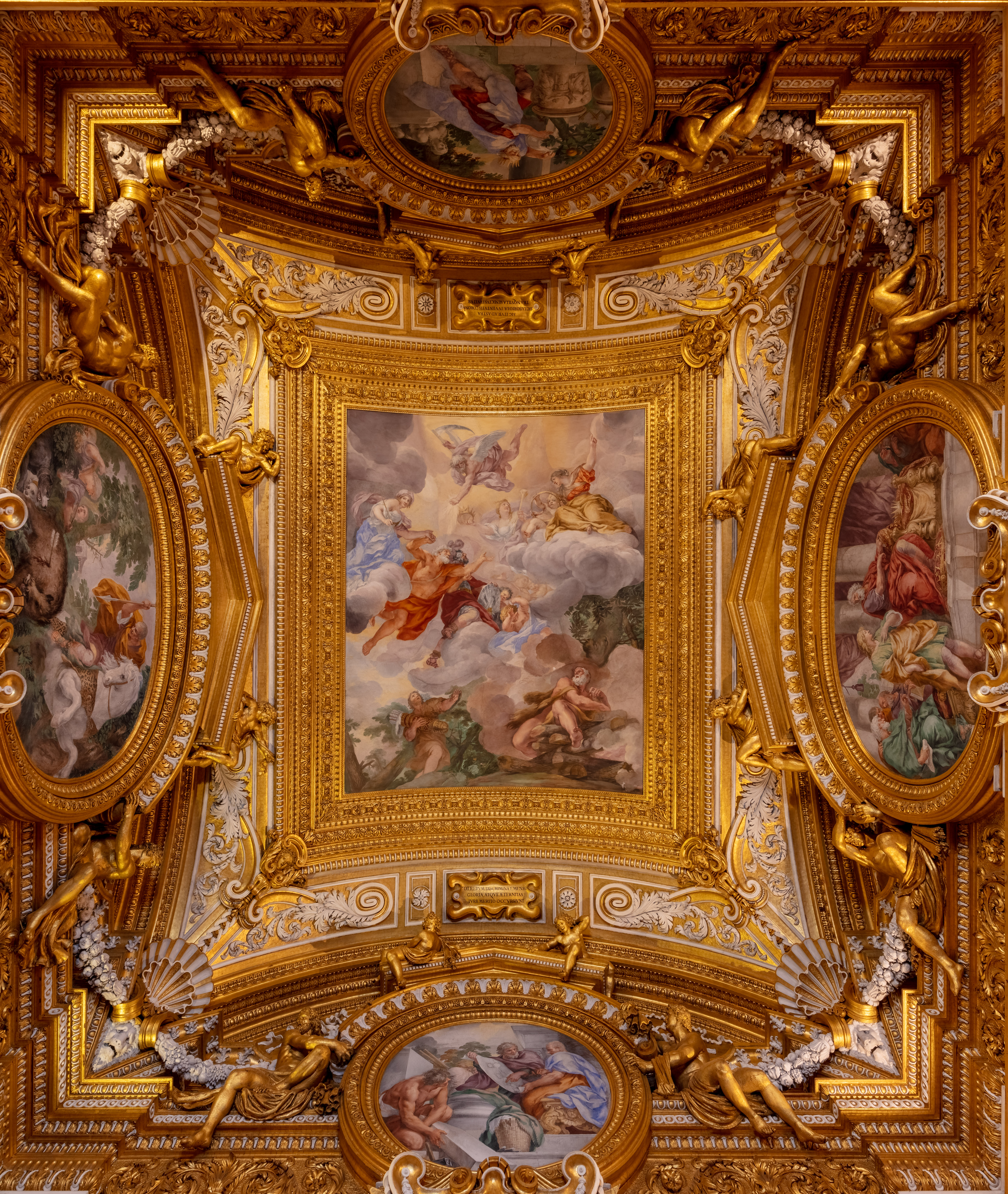
Au plafond de la salle de Saturne dans la galerie Palatine, une fresque de Ciro Ferri. Septembre 2022.

Cette salle héberge un nombre exceptionnel d'œuvres de Raphaël, qui permet de parcourir différentes périodes et styles de son activité : 
- Madone du Grand Duc (1506 environ) encore liée aux événements artistiques de Le Pérugin et de Léonard de Vinci,
- Portrait d'Agnolo Doni (1506)
- Madone du baldaquin (1507)
- Portrait de Tommaso Inghirami (1510 environ),
- La Vierge à la Chaise (1513-1514 environ)
- La Vision d'Ezechiel, une œuvre plus tardive de 1518,

Des œuvres importantes également :
- Lamentation sur le Christ mort (1495) du Pérugin, maître de Raphaël,
- Salvator Mundi de Fra Bartolomeo (1516),
- la Disputa sulla Trinità de 1517 environ et une Annonciation d'Andrea del Sarto.

#### Salle de l'Iliade
La salle est décorée d'un goût typiquement néoclassique, que permet de dater précisément les ornementations des aides de Luigi Sabatelli de la fin du Settecento. Quatre retables d'autel des trois principaux artistes du XVIe siècle florentin - Fra Bartolomeo, Rosso Fiorentino et Andrea del Sarto - se font face. 
- La donna gravida (1506 environ), de Raphaël,
- Assunta Passerini (1526) et l'Assunta Panciatichi (1522-1523), deux œuvres d'Andrea del Sarto, de sa période tardive et monumentale,
- Retable Dei (1522), de Rosso Fiorentino
- Portrait de Waldemar Christian, prince du Danemark de Giusto Suttermans
- Baptême du Christ de Véronèse (1575 environ)
- Judith et sa servante (1613-1618), d'Artemisia Gentileschi
- Portrait équestre de Philippe IV d'Espagne (1640), de Diego Velasquez

#### Salle de l'Éducation de Jupiter
Cette chambre était la chambre à coucher du Grand Duc et sa fonction est rappelée par la présence de l'Amour endormi du Caravage, où le sujet classique du « Cupidon endormi » est réalisé avec un réalisme insolite et un fort contraste entre les lumières et les ombres propres au peintre.

#### Salle du Poêle

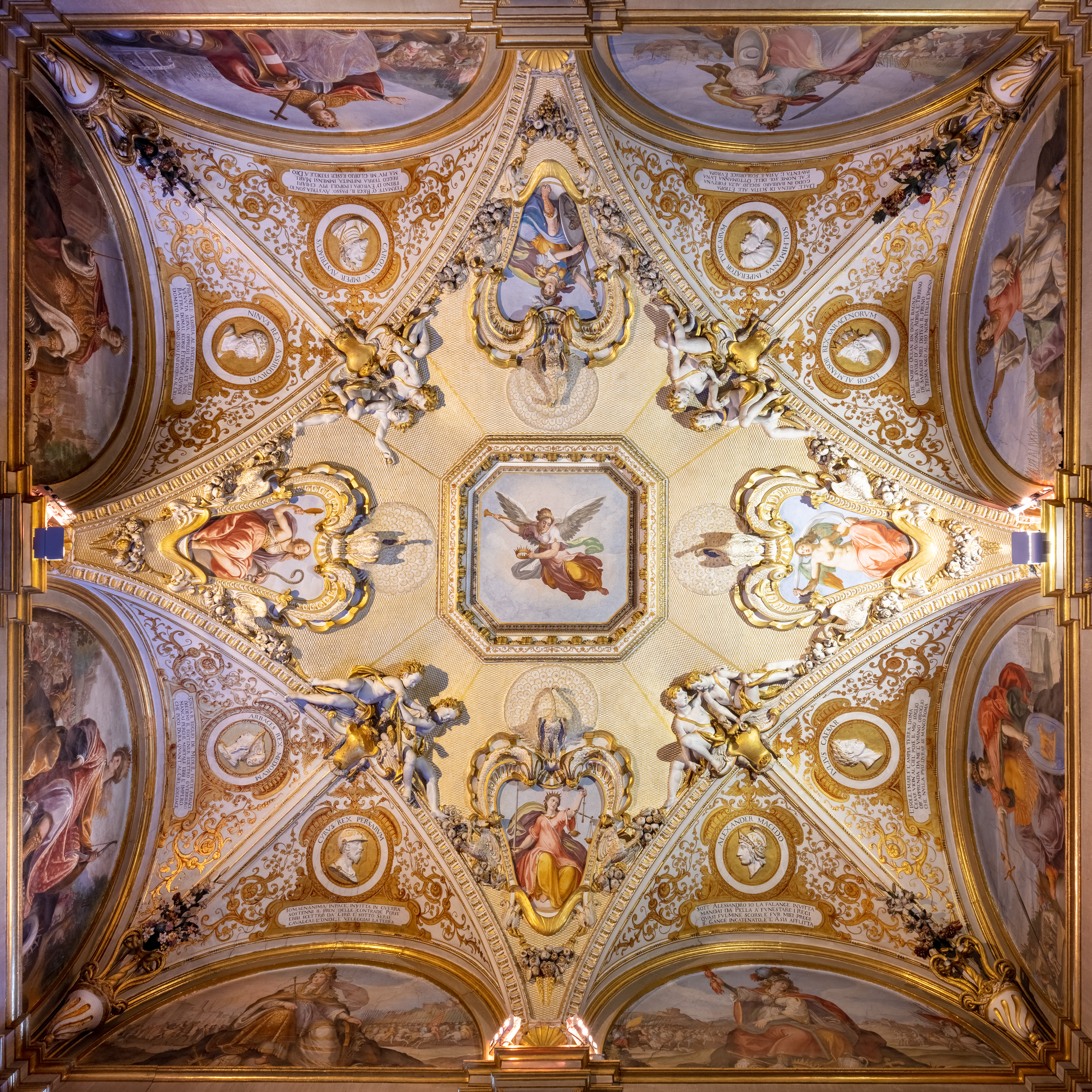
Plafond de la salle du poêle dans la galerie Palatine. La décoration de cette salle, spécialement les fresques et les stucs, sont une commande de Ferdinand II de Médicis, et sont des travaux de Michelangelo Cinganelli, Matteo Rosselli et Ottavio Vannini. Septembre 2022.

Placée auprès de la chambre à coucher, elle contenait les conduites du système de chauffage et elle faisait fonction de cabinet de toilette et d'habillement du Grand Duc.
- Fresques de Pietro da Cortona avec l'Allégorie des Quatre âges de l'homme (1637) : L'Âge d'or et L'Âge d'argent peints en 1637, suivis en 1641 par L'Âge du bronze et L'Âge du fer
- Pavement de mosaïques
- Voûtes et tympans de Matteo Rosselli

#### Salle d'Ulysse

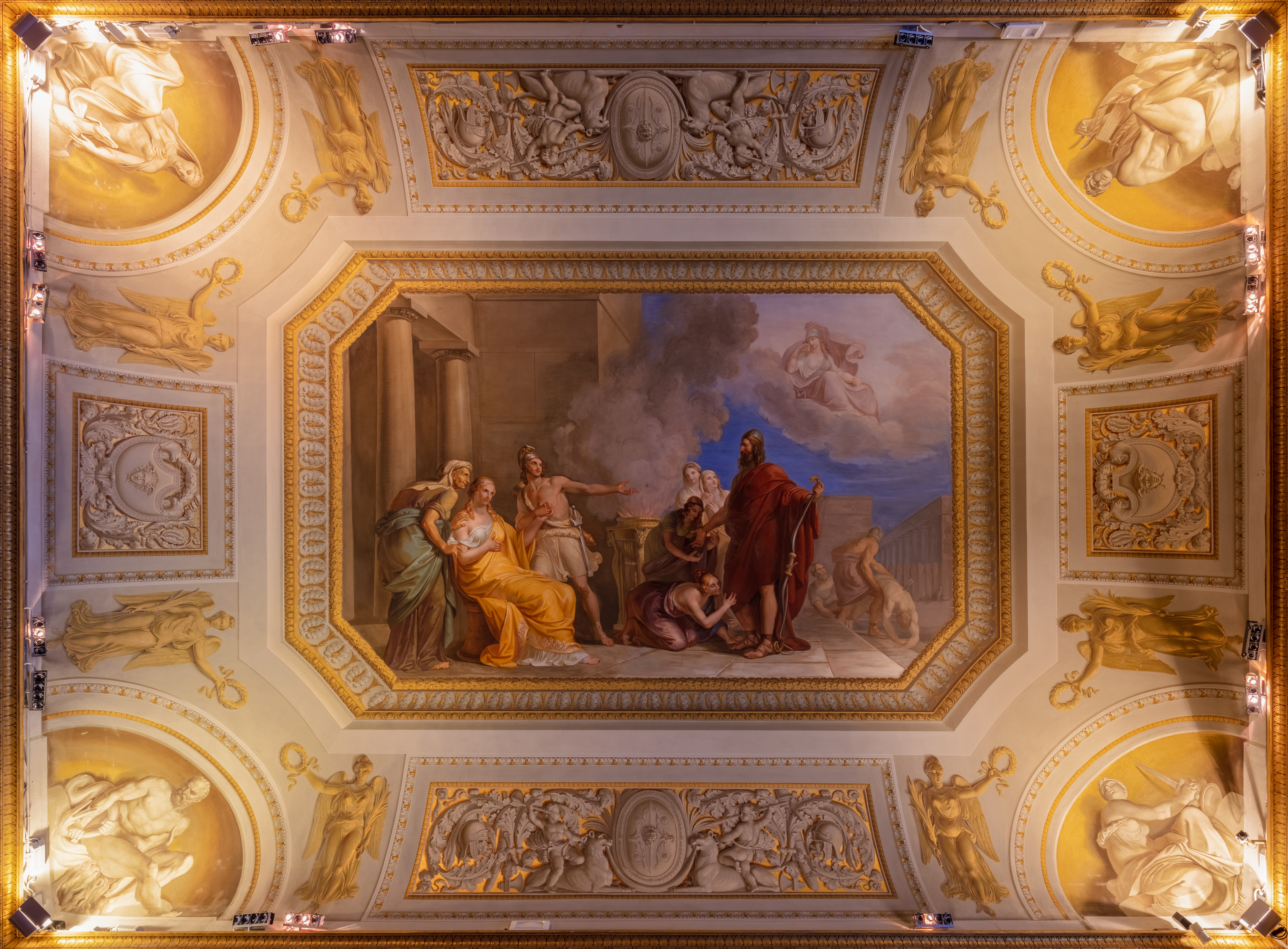
Au plafond de la salle d'Ulysse de la galerie Palatine : Ulysse retourne en Itaque. Septembre 2022.

Les fresques du plafond qui donnent son nom à la salle remontent à 1875. Auparavant cette salle était la chambre à coucher du grand duc.
- Vierge de l'Impannata de Raphaël (1514 environ) exécutée pendant son séjour romain
- L'Histoire de Lucrèce ou Mort de Lucrèce, une œuvre juvénile de Filippino Lippi, un des rares chefs-d'œuvre du Quattrocento présent au palais Pitti.

#### Salle de Prométhée

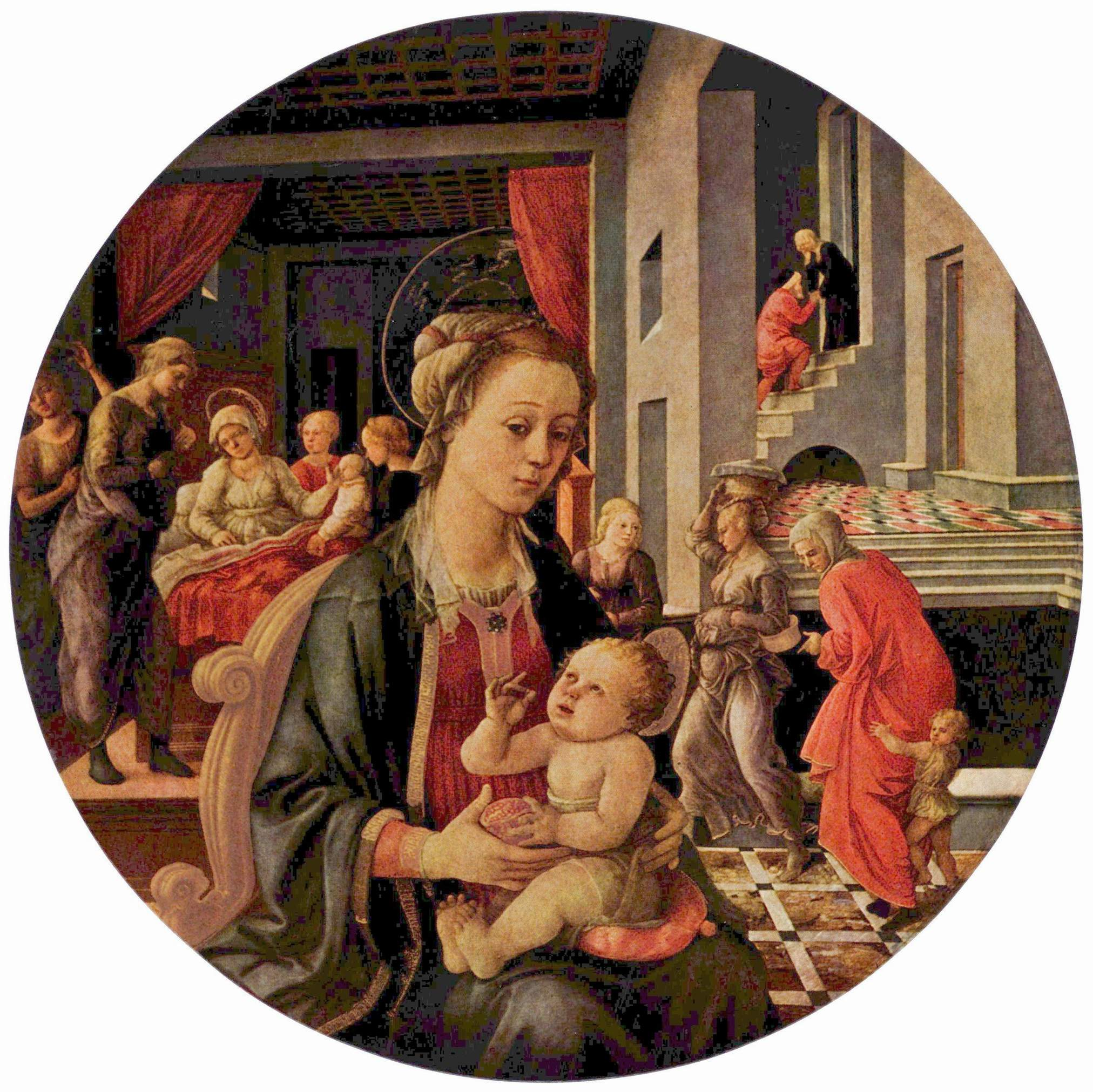
Fra Filippo Lippi, Tondo Bartolini

La salle est consacrée à la pré-Renaissance florentine : appelée également "salle des Tondi", elle accueille les tableaux les plus anciens de la collection, et en particulier, douze "tondi" (tableaux au format circulaire).
- Tondo Bartolini (Madone) (1450 environ), un chef-d'œuvre de Fra Filippo Lippi d'une harmonie typique de la maturité de l'artiste,
- Quelques peintures de Botticelli et de son atelier.
- Sacra famiglia de Luca Signorelli et le Tondo Beccafumi, appartenant à deux périodes différentes du mûrissement du style de l'artiste qui inspira Michelangelo.
- Adoration des Mages (1523) et Onze mille martyrs (1530 environ) de Jacopo Pontormo représentant le premier maniérisme toscan.

#### Corridor des Colonnes
Le Couloir des Colonnes contient des différentes œuvres de petit format des écoles hollandaise et flamande des siècles XVIIe siècle et XVIIIe siècle, venues souvent des cours européennes pour leur minutieux réalisme et d'une facture délicate.

#### Salle de la Justice
Cette salle contient surtout des peintures vénitiennes du XVIe siècle, comme :
- Portrait de Vincenzo Mosti, œuvre juvénile du Titien dans lequel resplendit déjà la virtuosité coloriste du peintre,
- Portrait de Gentilhomme en fourrure (1560 environ) de Paolo Véronèse.

#### Salle de Flore
École florentine du Cinquecento, avec deux Histoires de Joseph d'Andrea del Sarto (1515).

#### Salle des Angelots
Des œuvres hollandaises et flamandes, comme :
- Les Trois Grâces (1622) de Rubens, réalisé sur toile en monochrome, avec seulement le clair-obscur,
- Natures mortes de fleurs et fruits, miniatures agrandies de la série des Natures des mortes de fleurs et fruits de Rachel Ruysch (1715-1716).

#### Salle de Poccetti
Du nom de Bernardino Poccetti qui l'a peinte à fresque lorsqu'elle était une loggia ouverte, alors qu'aujourd'hui elle est fermée et reçoit des œuvres du Seicento.
- Portrait d'homme en noir (1520-1522), de Rosso Fiorentino

#### Salle de la Musique et des Castagnoli
De décoration néo-classique, salle dite aussi dei Tamburi pour de la curieuse forme cylindrique les meubles et celle des Castagnoli, dominée par une magnifique table ronde décorée de marqueteries en pierres dures dite delle Muse (1851).

#### Appartements de Volterrano
Baldassarre Franceschini, dit Volterrano, fut peintre de cour dans les Seicento et peignit à fresque seulement la salle dite Delle Allegorie, même si les quatre milieux suivants sont généralement indiqués avec son nom. 
Celles-ci donnent sur la majestueuse cour intérieure des Ammannati ; elles n'étaient pas initialement employées comme galeries mais ont été affectées à cette fin seulement en 1928 lorsqu'on a dû créer de nouveaux espaces pour accueillir des œuvres provenant surtout de la suppression de monastères et d'églises.

#### Salle de Psyché
Elle est consacrée entièrement à des œuvres du grand poète satirique et peintre napolitain Salvator Rosa, du Seicento. 
- la Forêt des philosophes
- la Bataille entre des turcs et les chrétiens

#### Vestibule
Le Vestibolo est la dernière salle des expositions.
On peut y voir le Bain de Maria Luisa, du nom de Anne-Marie-Louise de Médicis, la dernière descendante de la célèbre famille régnante qui offrit toutes les collections de sa famille à la ville de Florence, nommée pour ce don l'Electrice Palatine.

## Œuvres et artistes

### Peinture italienne

#### Cimabue
- La Vierge et l'Enfant en majesté avec deux anges, saint François et saint Dominique

#### Giovanni Bellini
- Saint Jérôme au désert

#### Sandro Botticelli
- Portrait de jeune homme (1470)
- Portrait de jeune femme (1470)
- Vierge à l'Enfant avec le jeune saint Jean-Baptiste (vers 1505)

#### Bronzino
- Portrait de Guidobaldo della Rovere

#### Le Caravage
- Portrait d'Antonio Martelli, Chevalier de Malte (1608–1609)
- L'Arracheur de dents
- Amour endormi

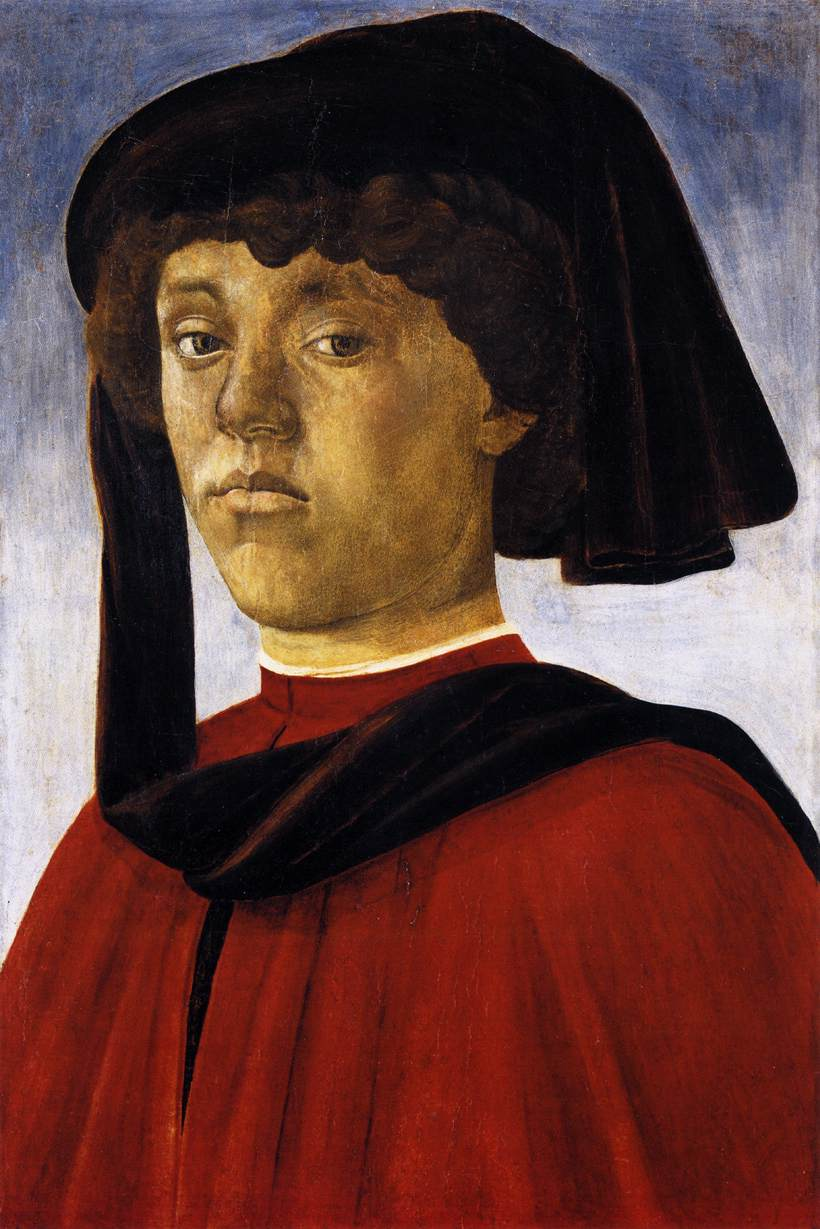
Sandro Botticelli, Portrait de jeune homme, 1470.
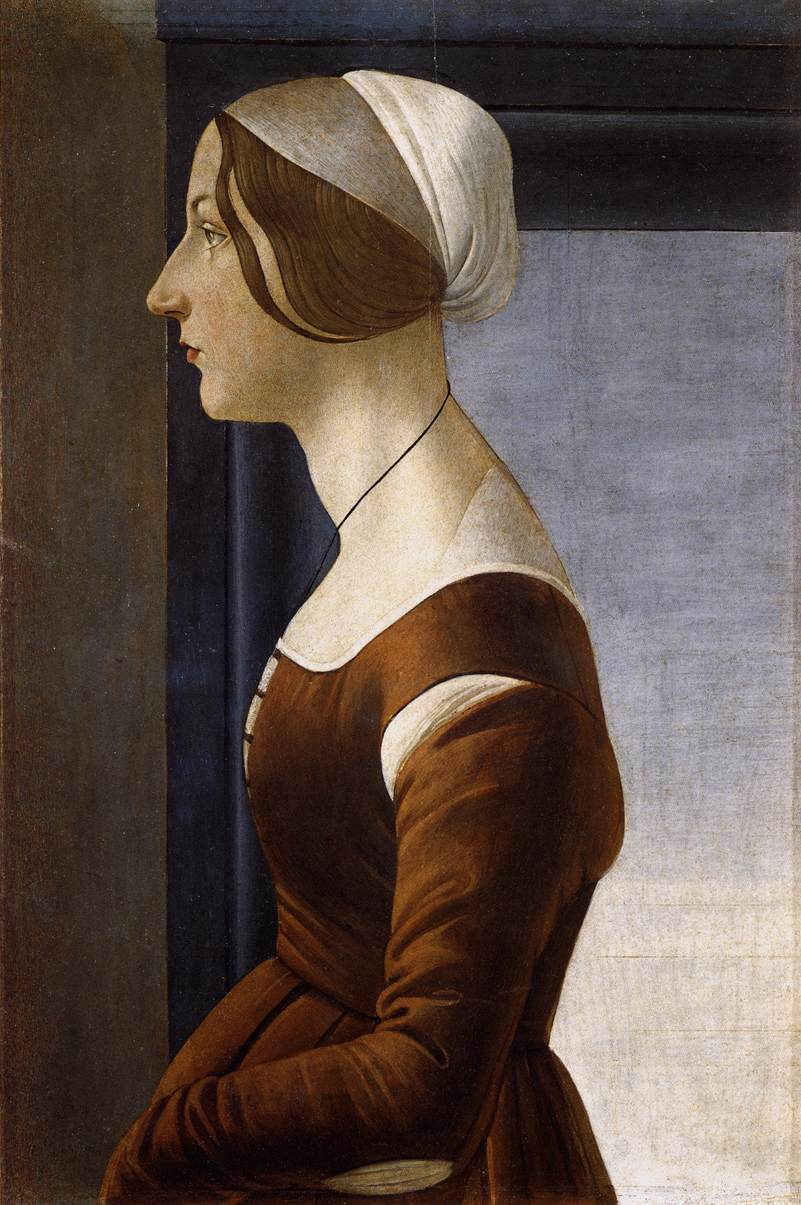
Sandro Botticelli, Portrait de jeune femme, 1485.
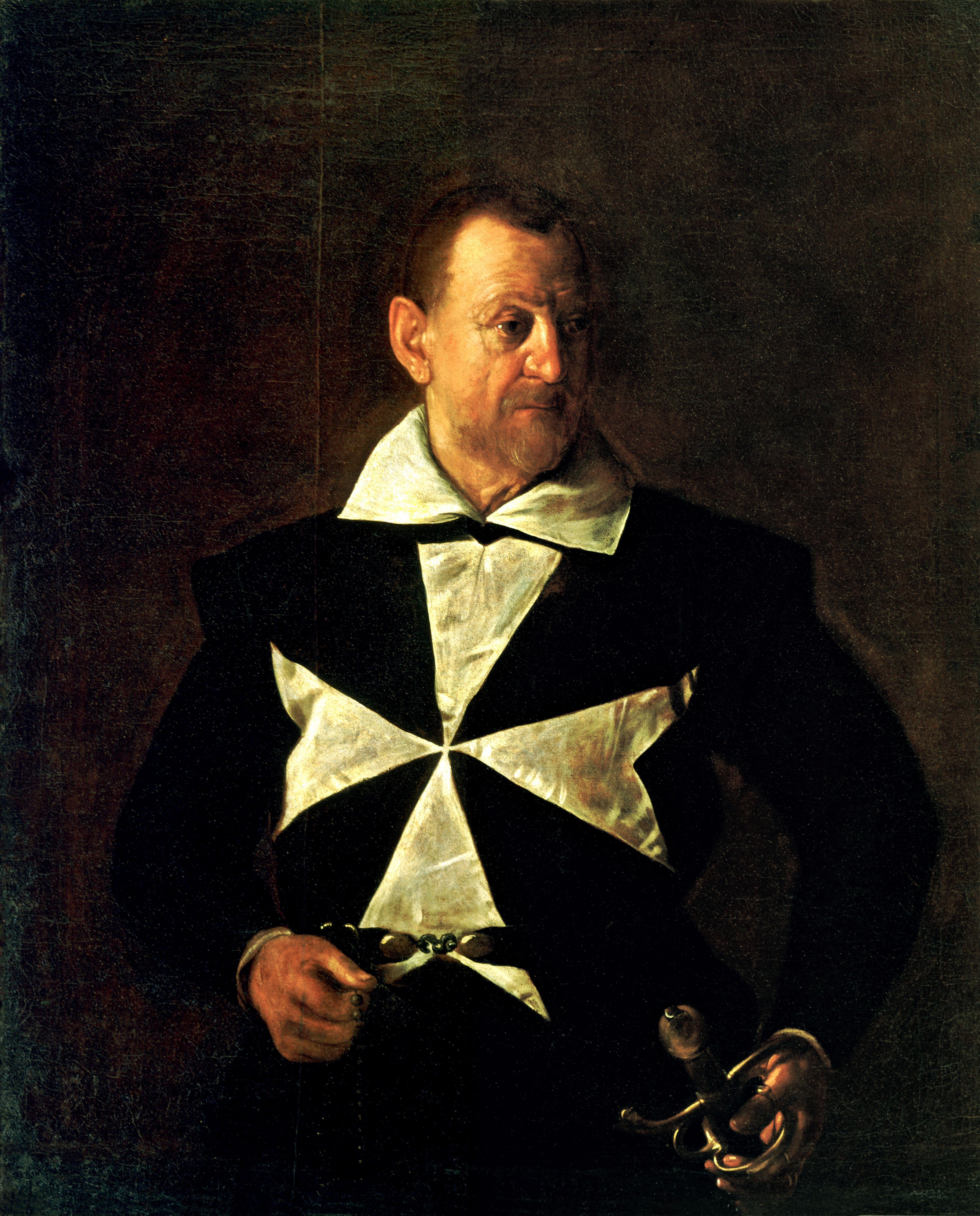
Le Caravage, Portrait d'Antonio Martelli, 1607.
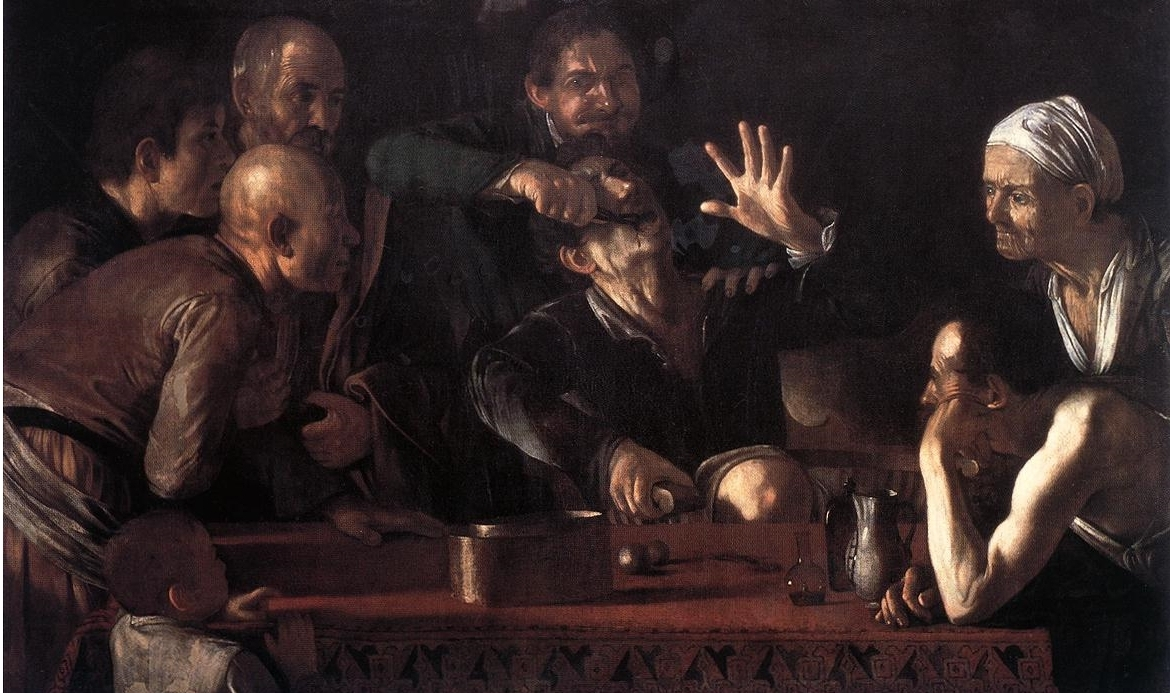
Le Caravage, L'Arracheur de dents, 1608-1610.
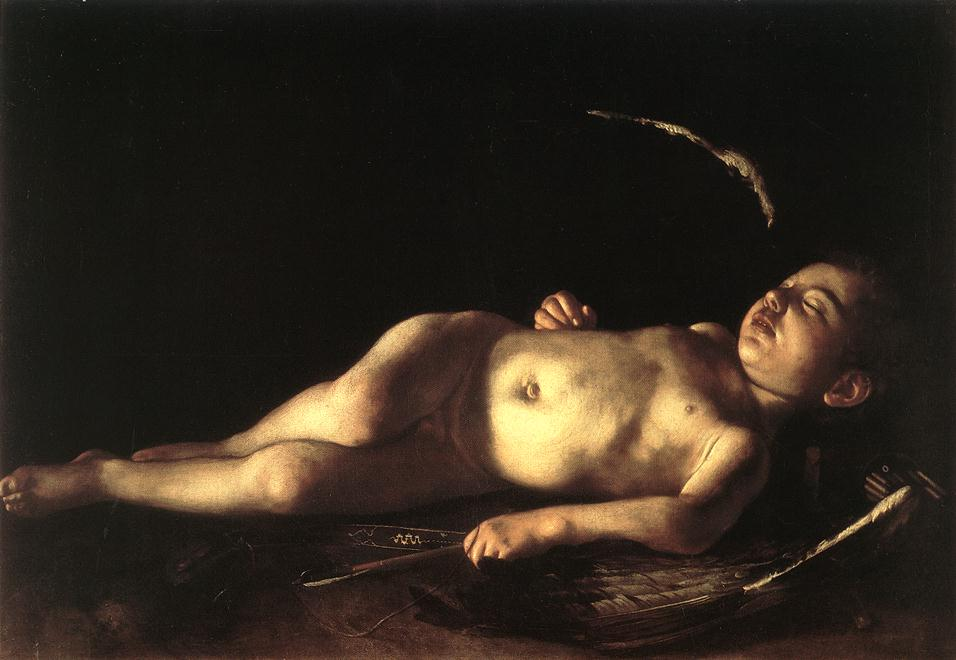
Le Caravage, Amour endormi, 1608.

#### Cima da Conegliano
- Saint Jérôme au désert

#### Fra Filippo Lippi
- Tondo Bartolini

#### Artemisia Gentileschi
- Marie Madeleine (1615-1616)
- Judith et sa servante (1618-1619)

#### Giorgione
- Les Trois Âges de l'Homme (1500-1502)

#### Le Pérugin
- La Vierge au sac
- Marie Madeleine
- La Complainte sur le Christ mort

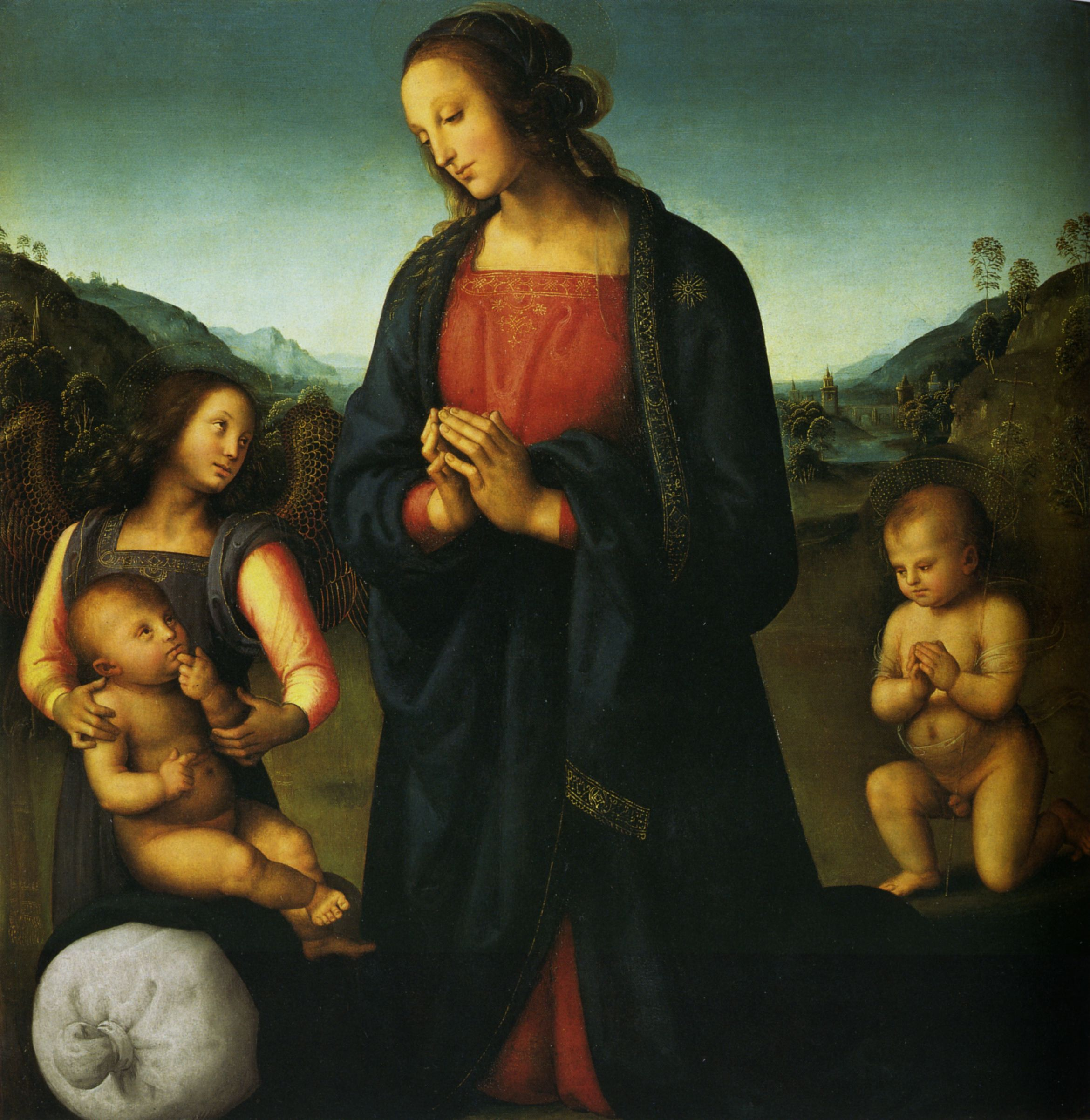
Le Pérugin, La Vierge au sac, 1495-1500.
Le Pérugin, Marie-Madeleine, 1500.
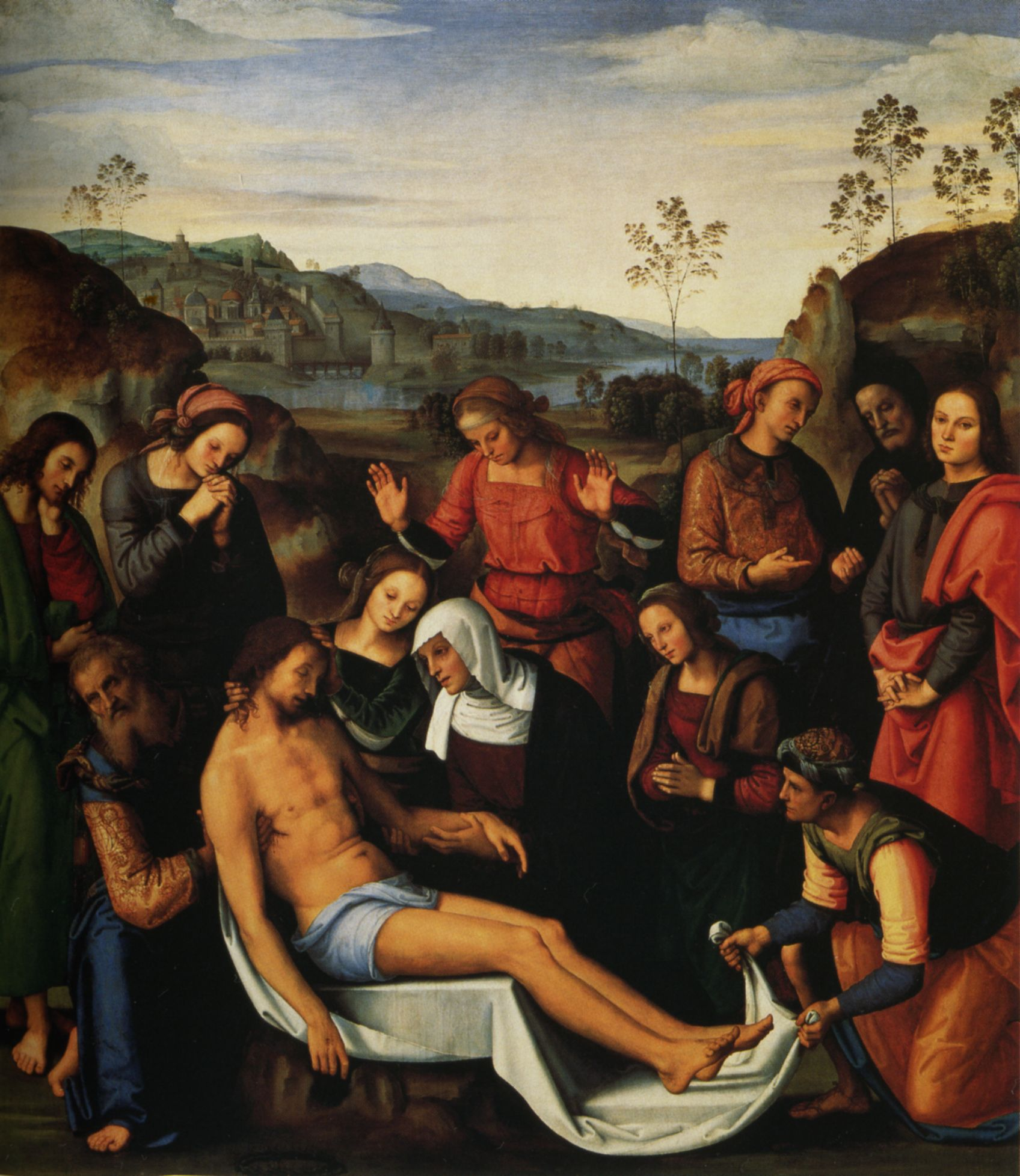
Le Pérugin, La Complainte sur le Christ mort, 1495.

#### Pontormo
- Le Martyre de saint Maurice et de la légion thébaine
- L'Adoration des Mages

#### Raphaël
- La Femme enceinte (1505-1506). Salle de l'Iliade.
- La Madone du Grand-Duc (1506) Salle de Saturne.
- Portrait d'Aniolo Doni (1506). Salle de Saturne.
- Portrait de Maddalena Doni (1506). Salle de Saturne.
- La Madone au baldaquin (v. 1507). Salle de Saturne.
- Portrait de Tommaso Inghirami dit Fedra Inghirami (1509). Salle de Saturne.
- La Vierge à la chaise (Madonna della seggiola) (1513-1514). Salle de Saturne.
- La Vierge de l'Impannata (1513-1514). Chambre d'Ulysse.
- La Velata (1512-1518). Chambre de Jupiter.
- La Vision d'Ézéchiel (1518). Salle de Saturne.
- Portrait du cardinal Bibbiena (v. 1516).
- Portrait du pape Jules II (1512) ou copie, vers 1545.

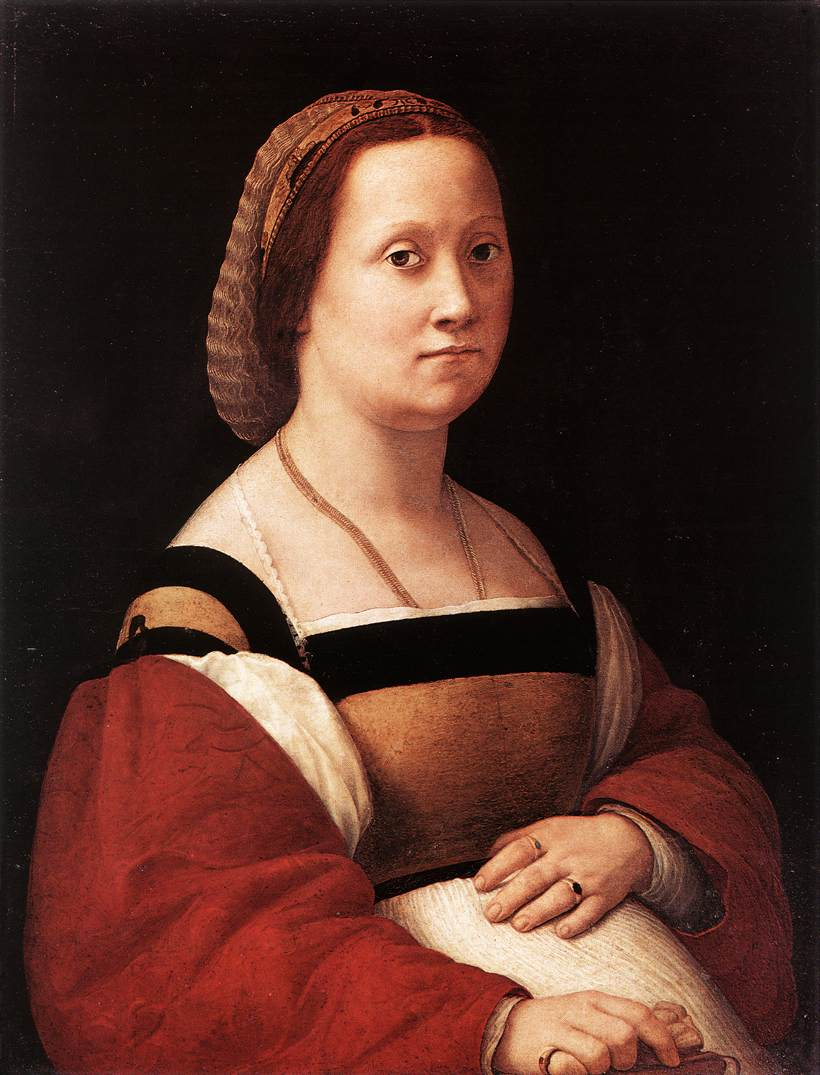
Raphaël, La Femme enceinte, vers 1506.
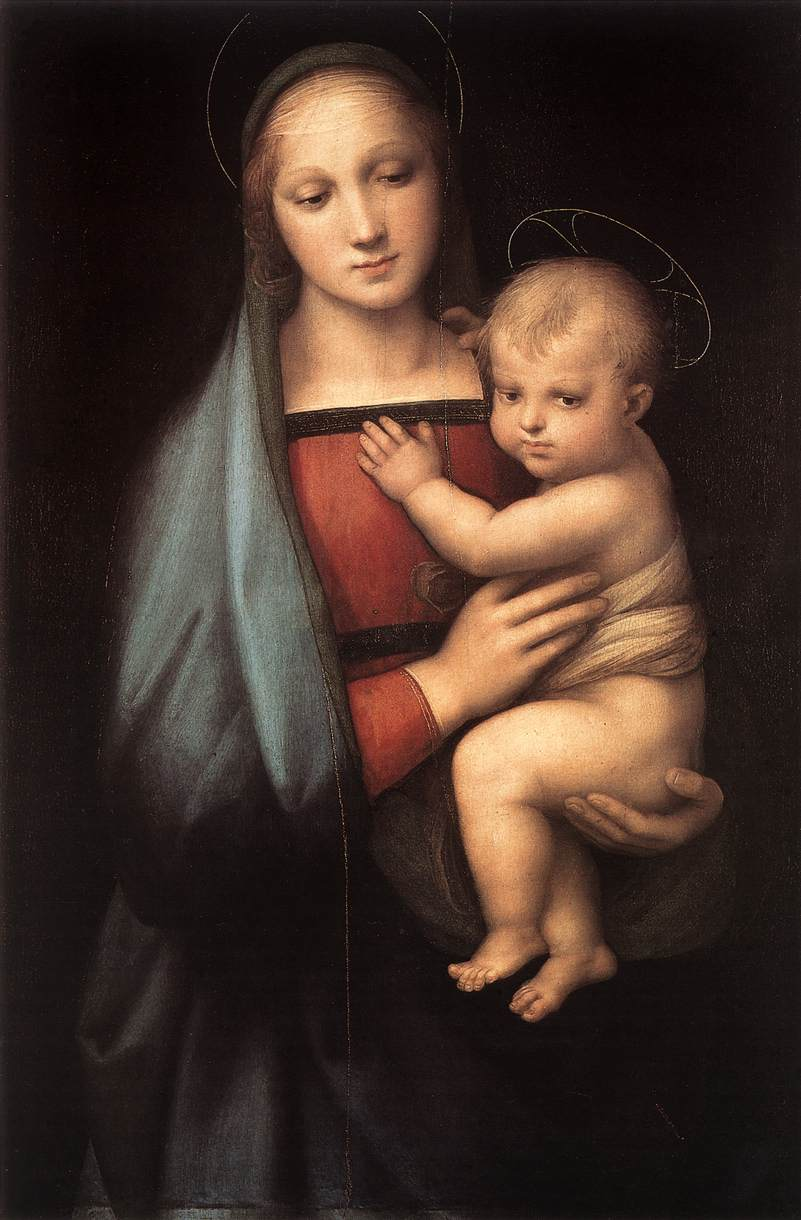
Raphaël, La Madone du Grand-Duc, 1506.
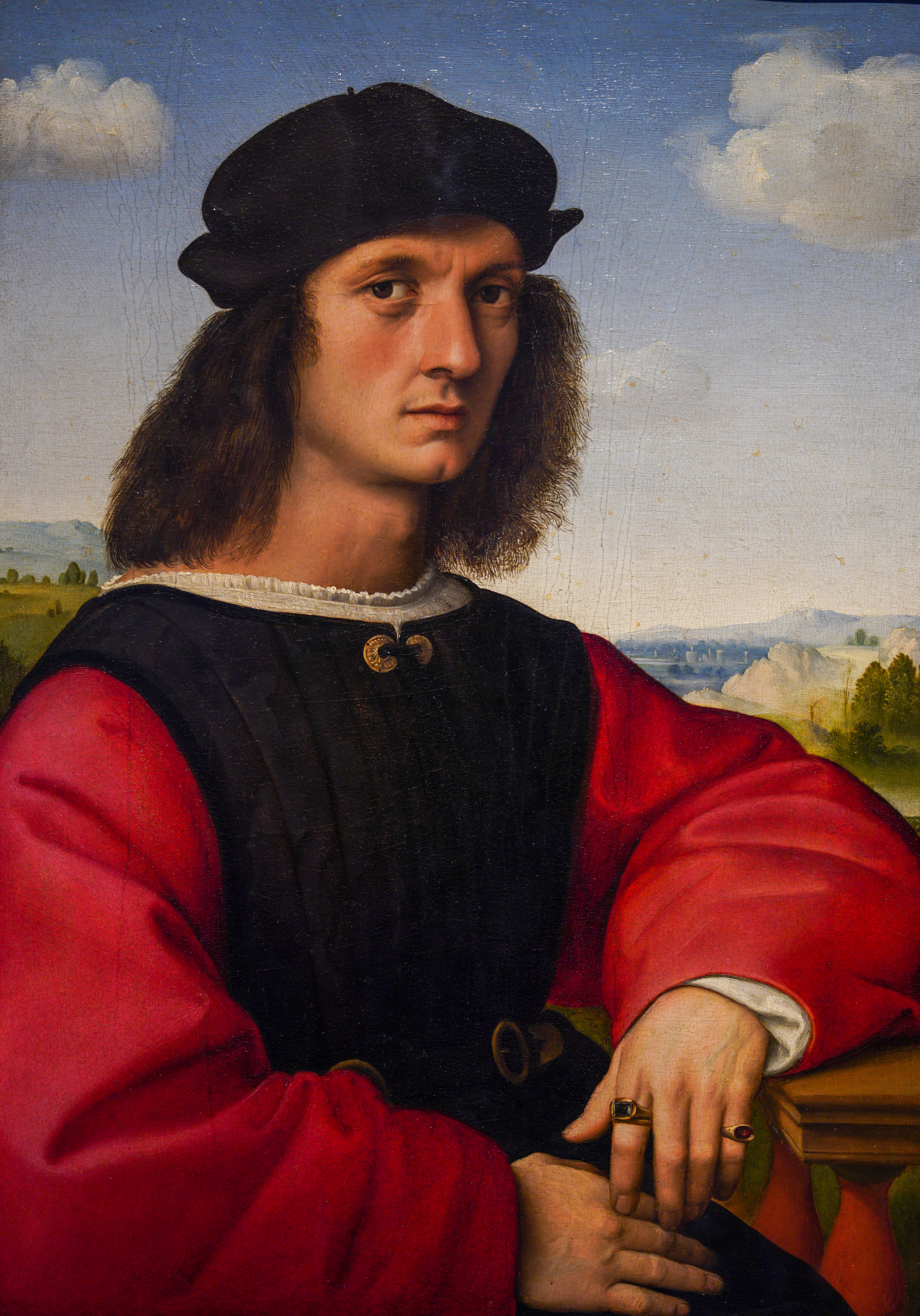
Raphaël, Portrait d'Aniolo Doni,	vers 1506. Salle de Saturne.
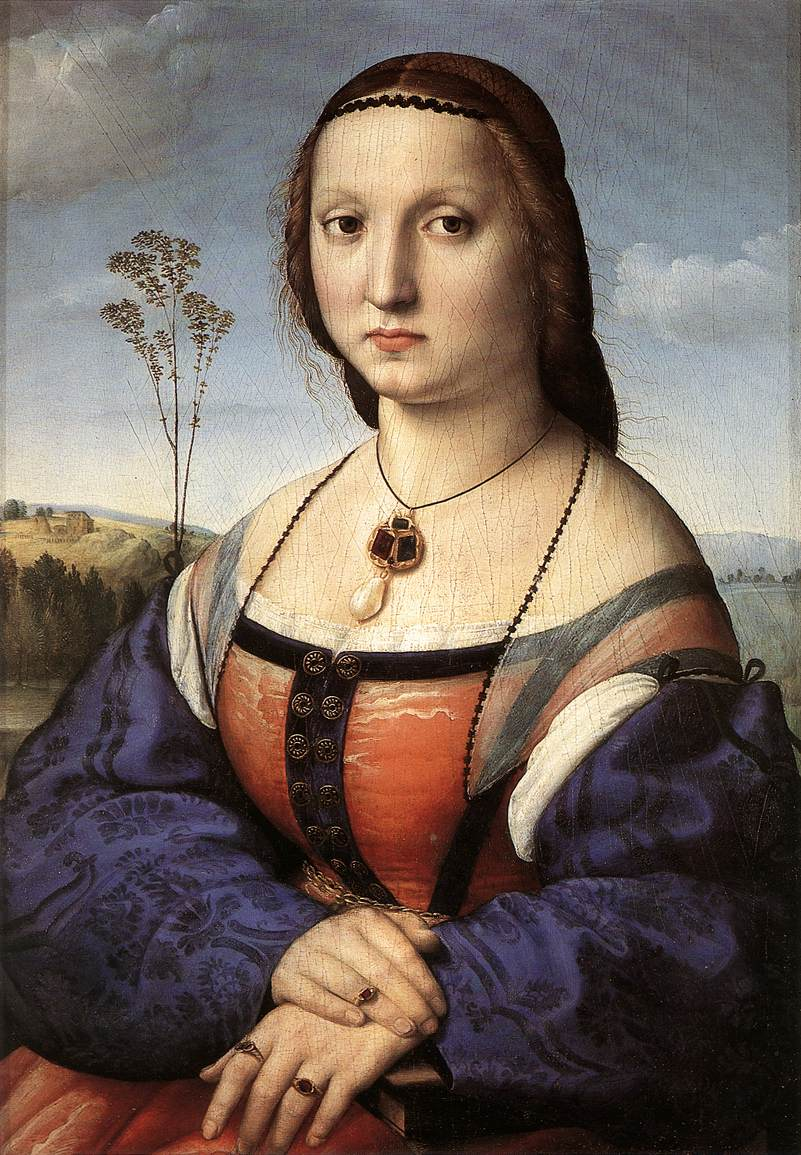
Raphaël, Portrait de Maddalena Doni, vers 1506. Salle de Saturne.
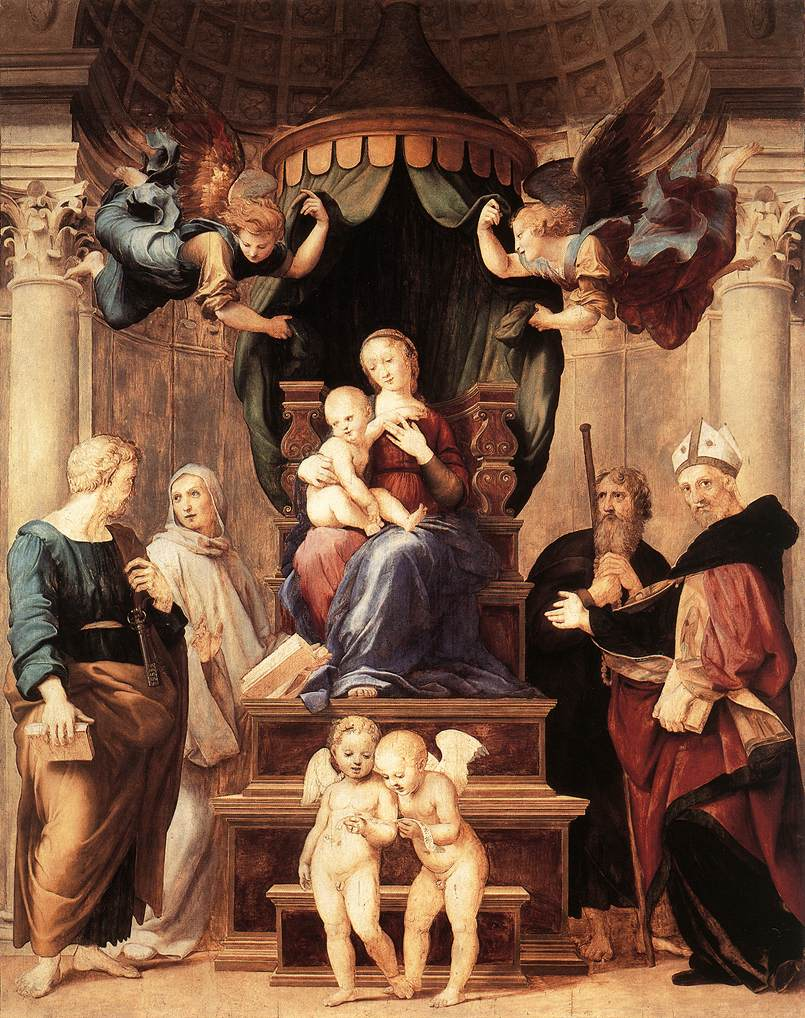
Raphaël, La Madone au baldaquin, 1507-1508.
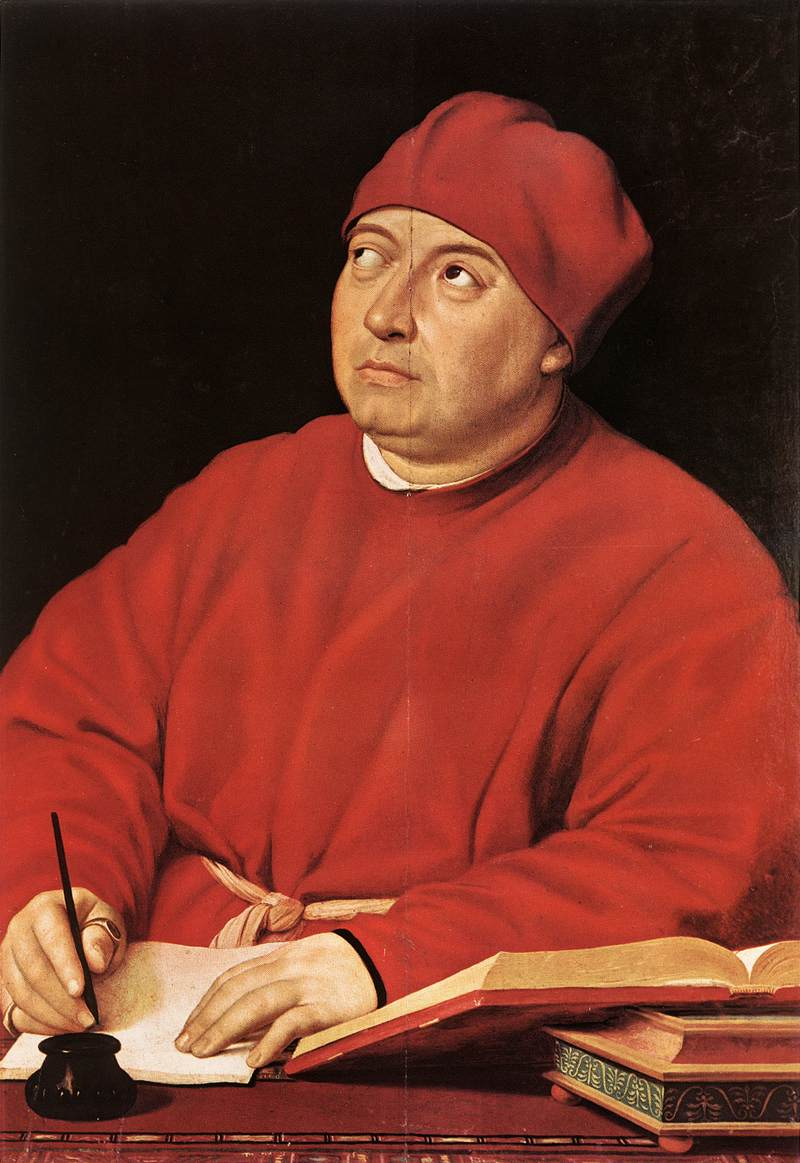
Raphaël, Portrait de Tommaso Inghirami, 1509.
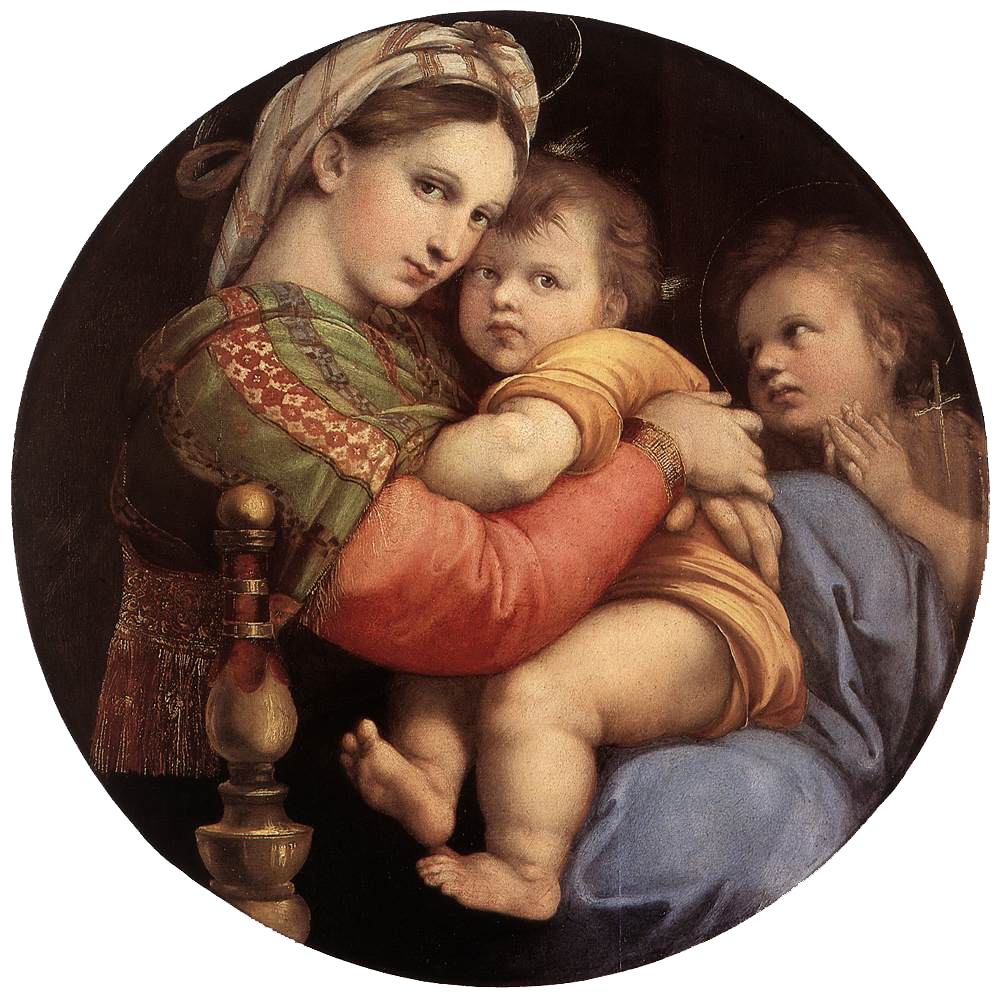
Raphaël, La Vierge à la chaise (Madonna della seggiola), 1513-1514.
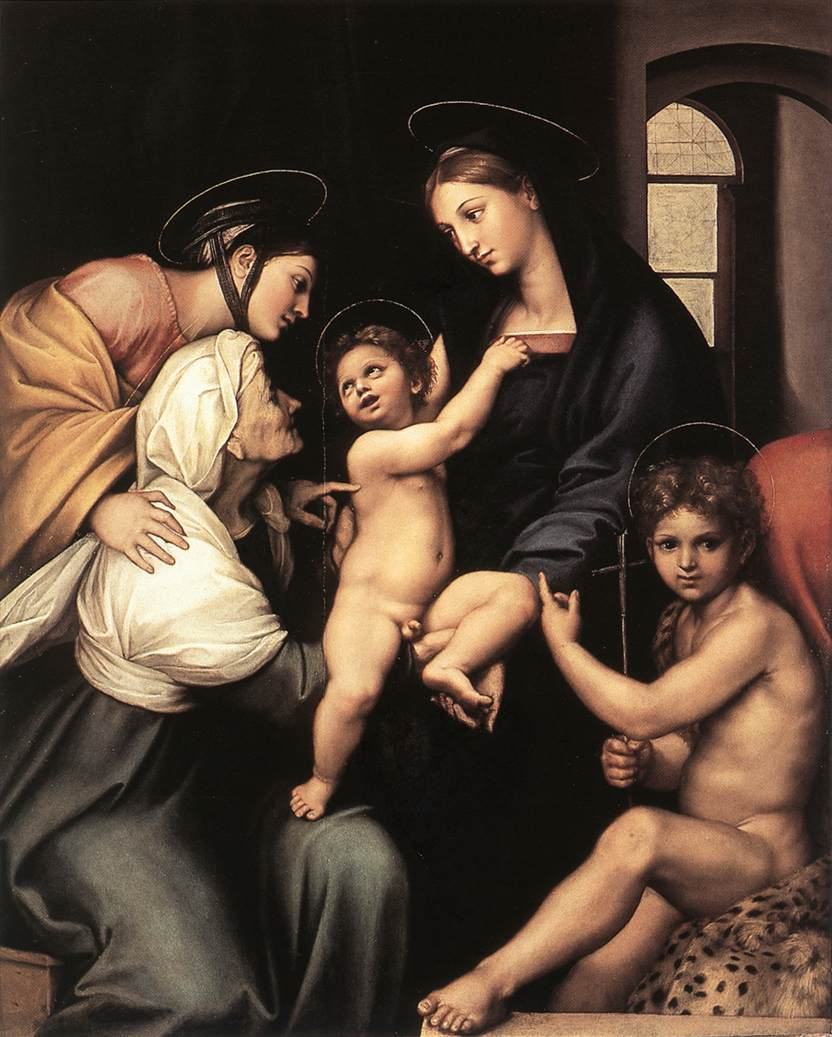
Raphaël, La Vierge de l'Impannata, 1513-1514.
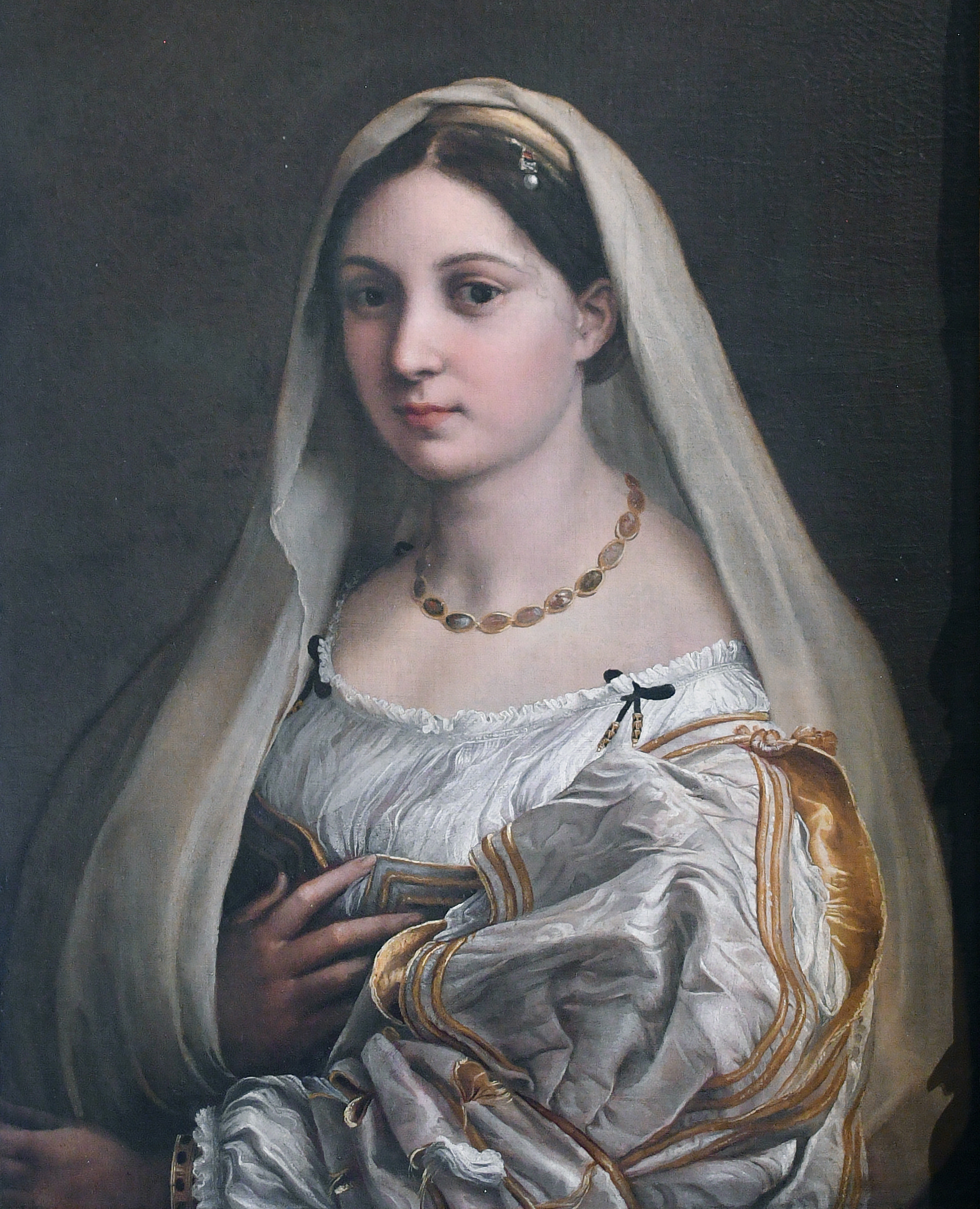
Raphaël, La Velata, 1512-1516.
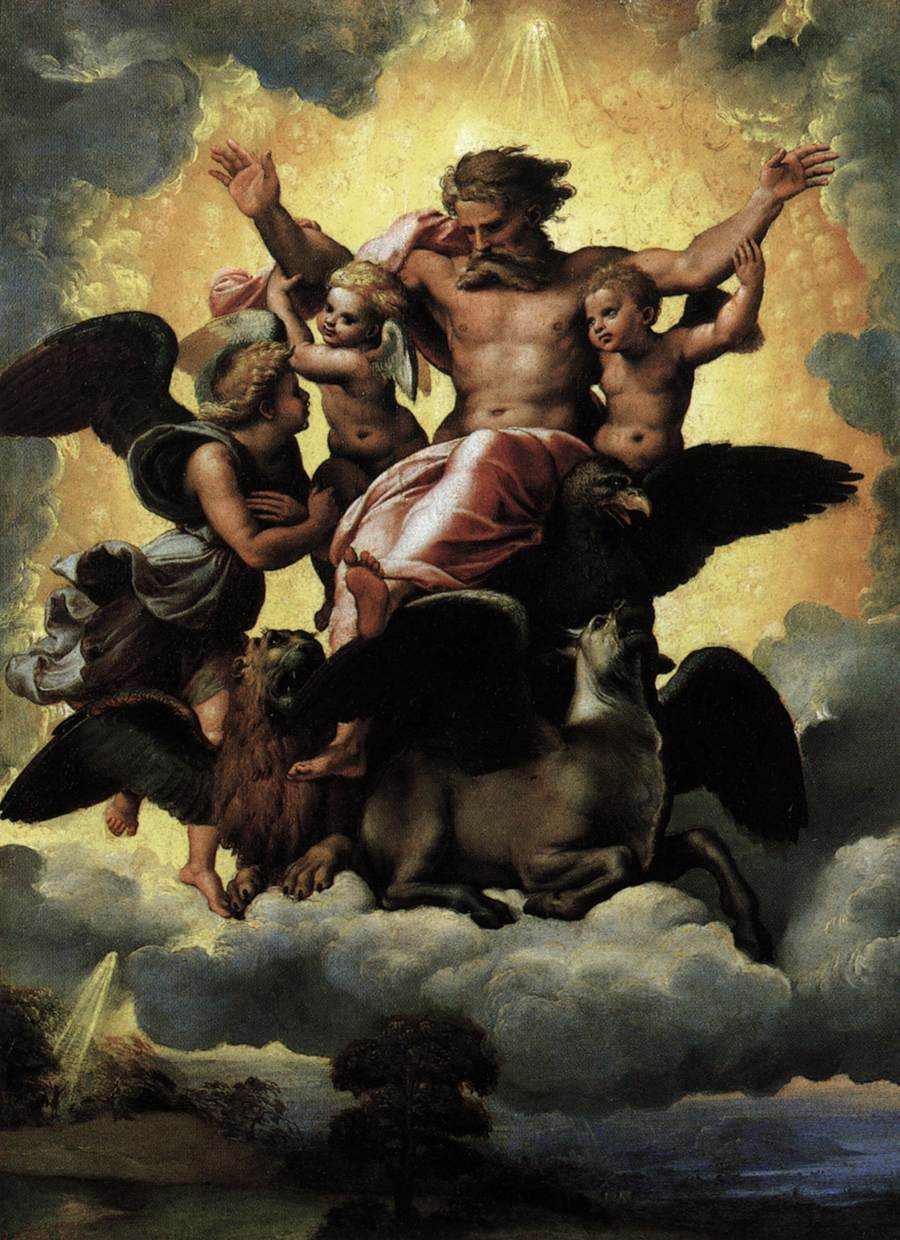
Raphaël, La vision d'Ezéchiel, 1518.
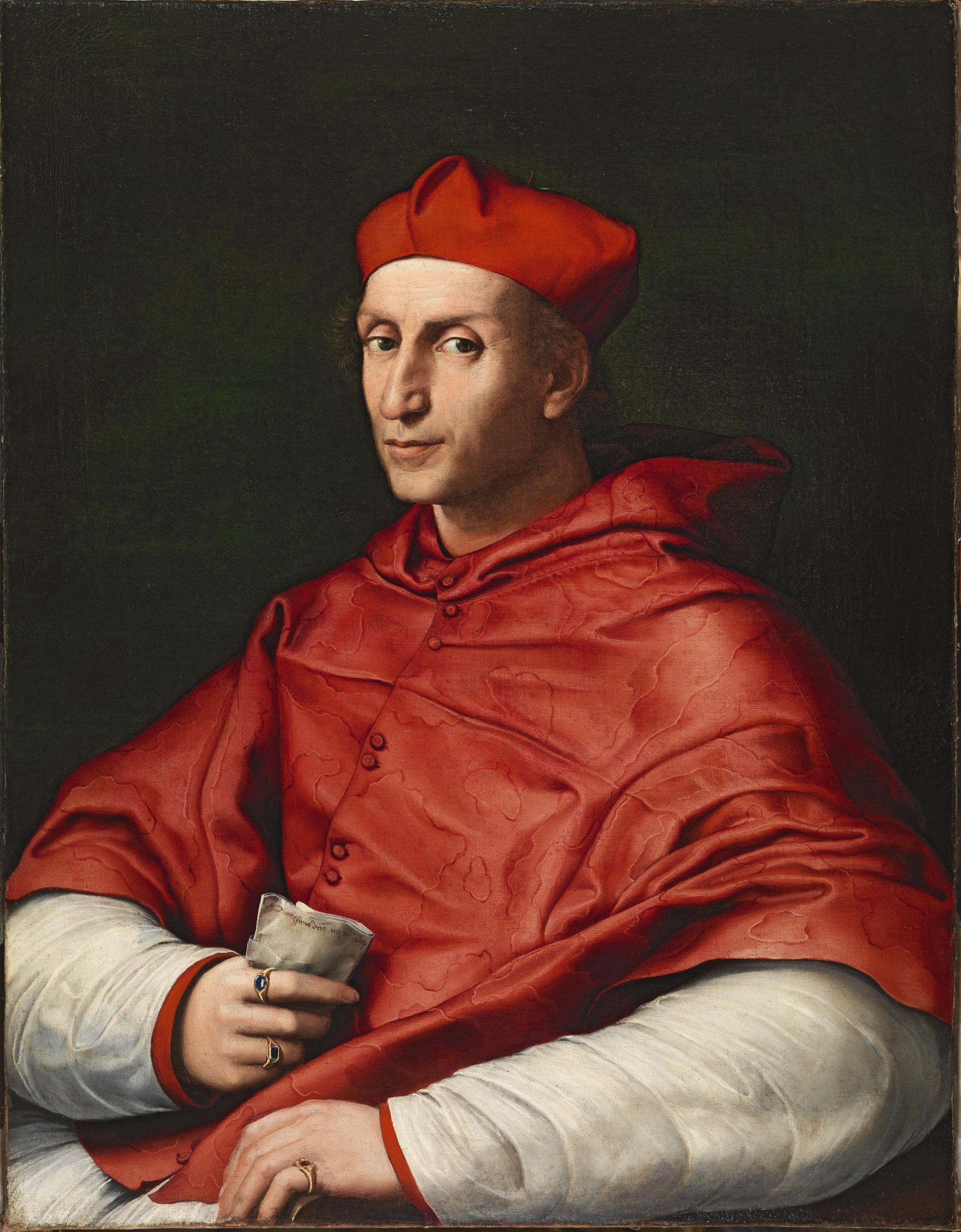
Raphaël, Portrait du cardinal Bibbiena, v. 1516.
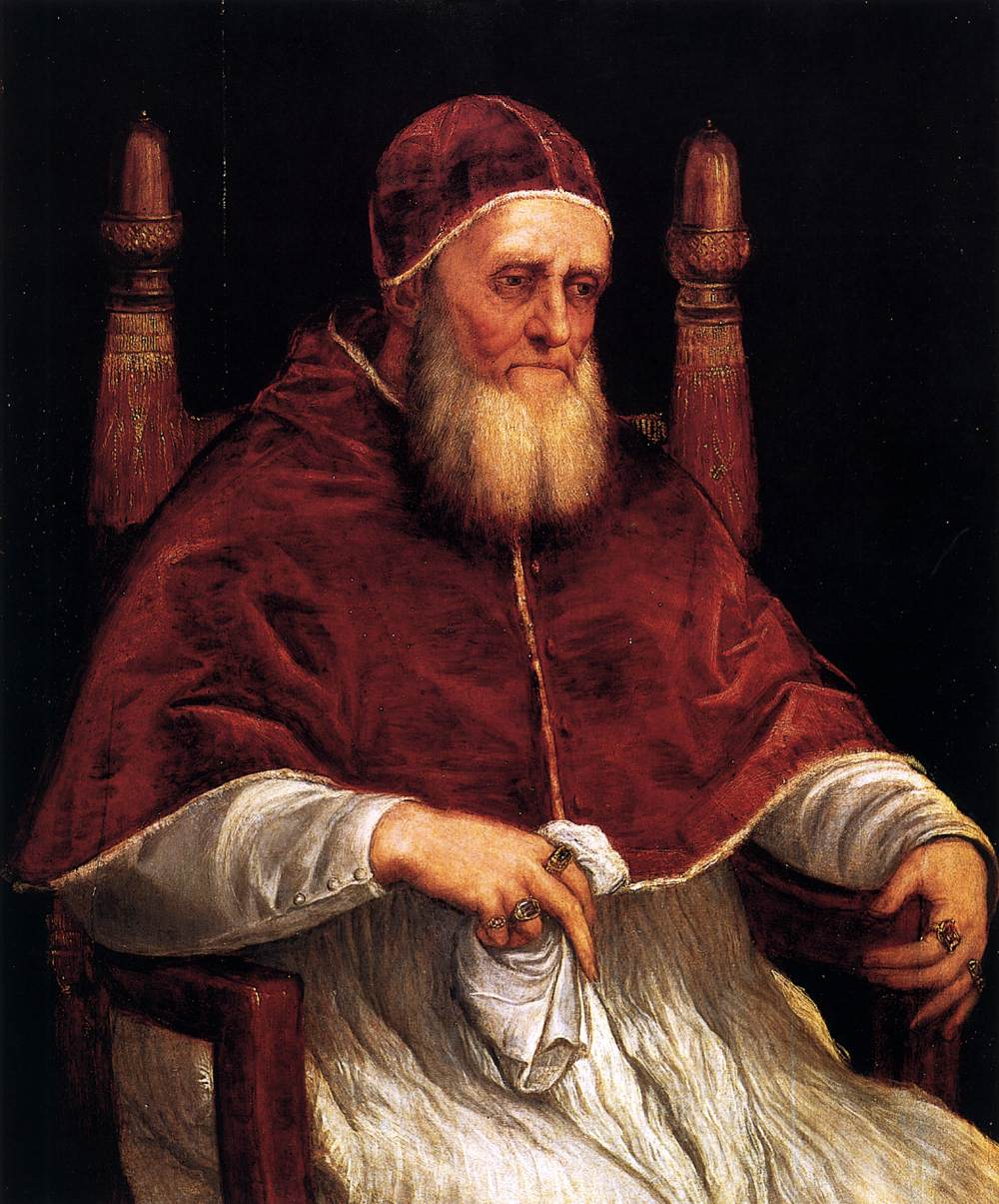
Raphaël, Portrait du pape Jules II, 1512 (ou copie, vers 1545).

#### Sassetta
- La Vierge et l'Enfant en majesté, avec anges et saints

#### Andrea del Sarto

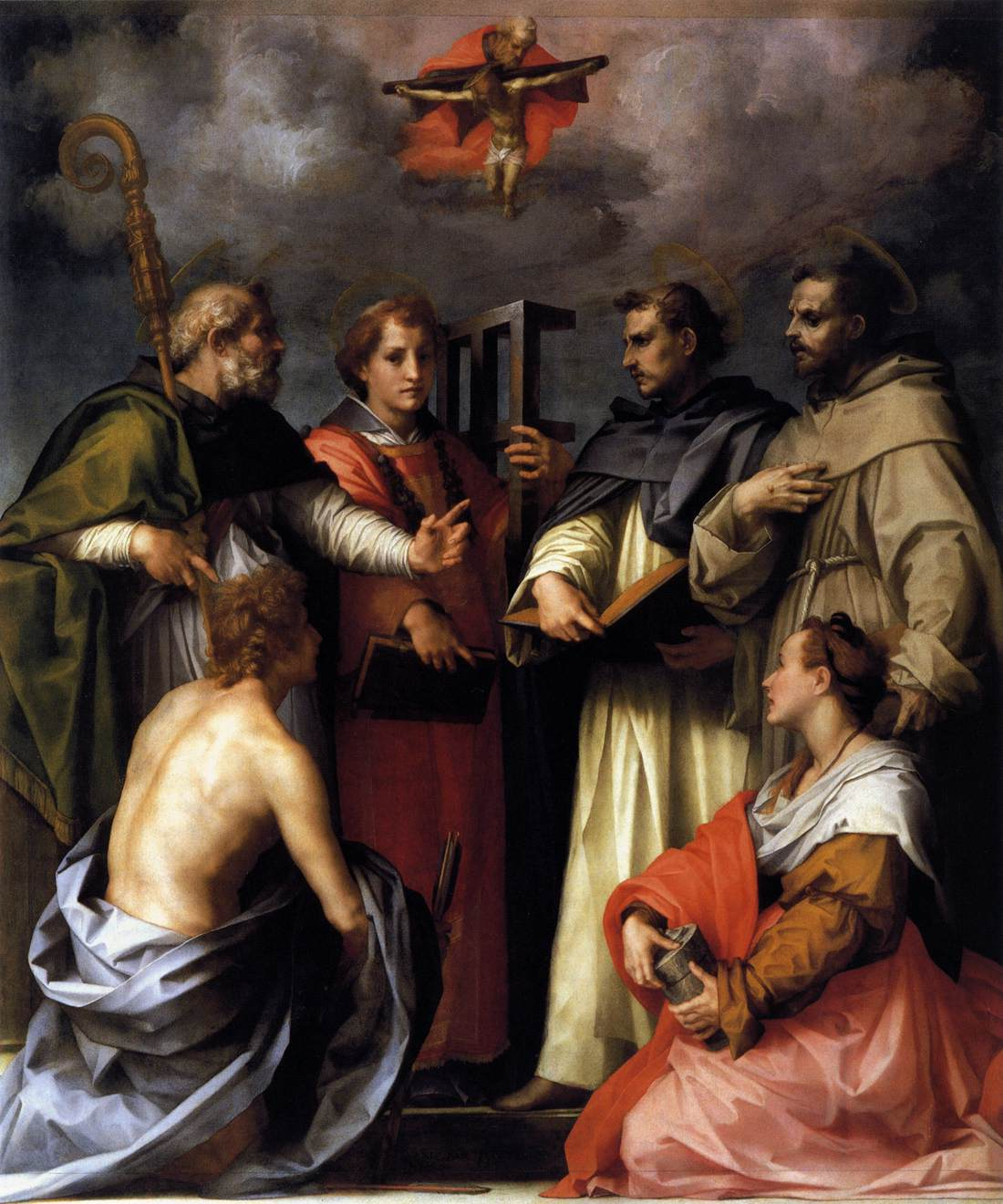
Andrea del Sarto, Dispute sur la Trinité, v. 1517. Salle de Saturne.
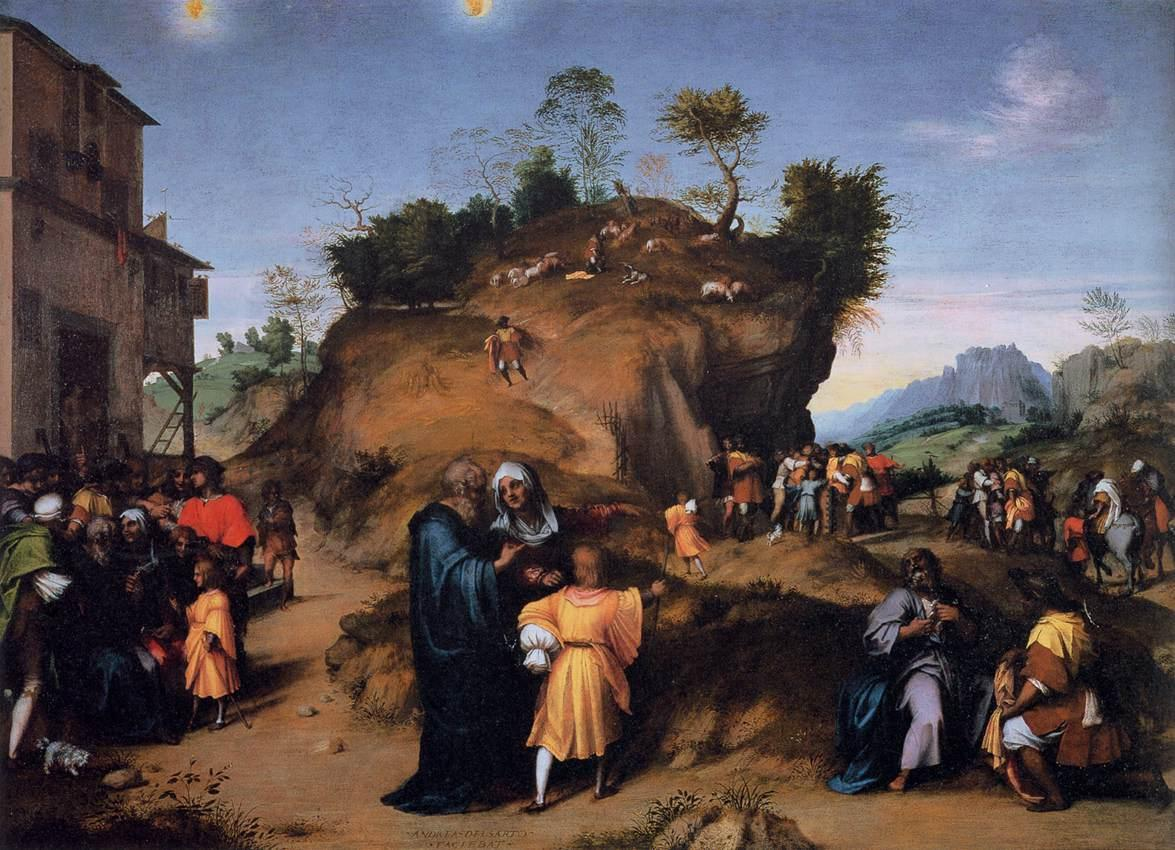
Andrea del Sarto, Récits de l'enfance de Joseph (it), 1515-1516. Salle de Mars.
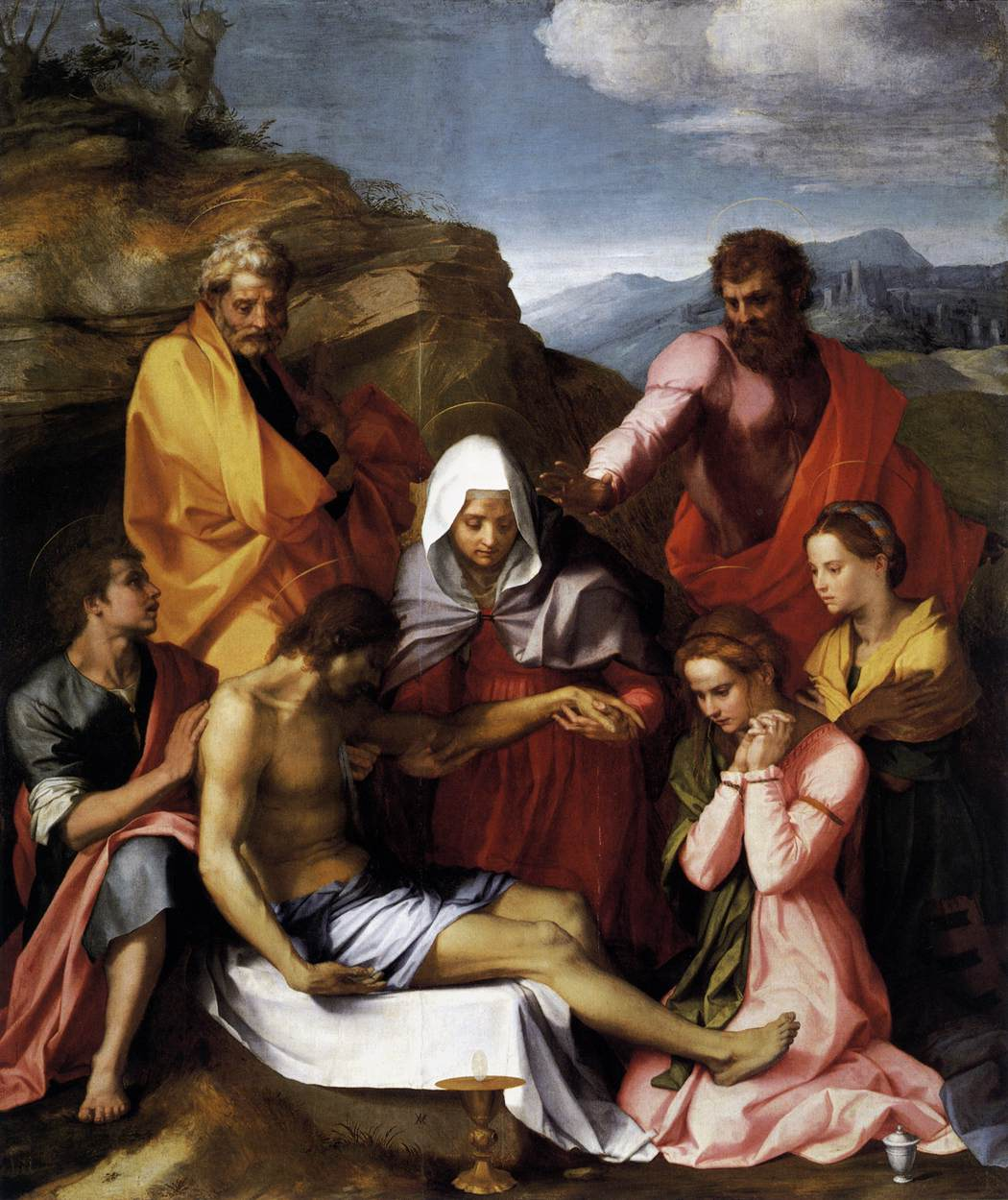
Andrea del Sarto, Pietà de Luco, 1523-24.
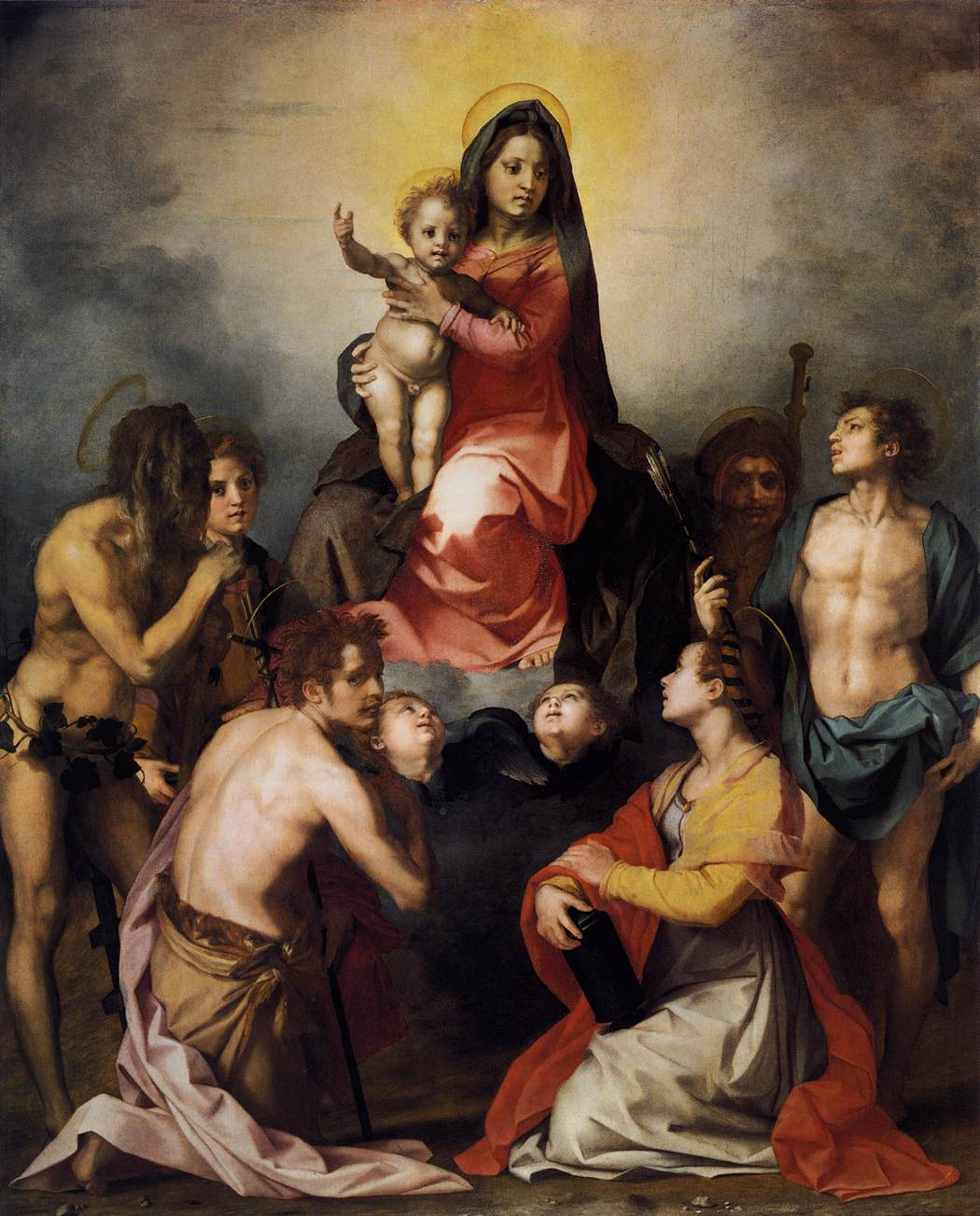
Andrea del Sarto, Retable de Gambassi, 1527-1528. Salle d'Ulysse.
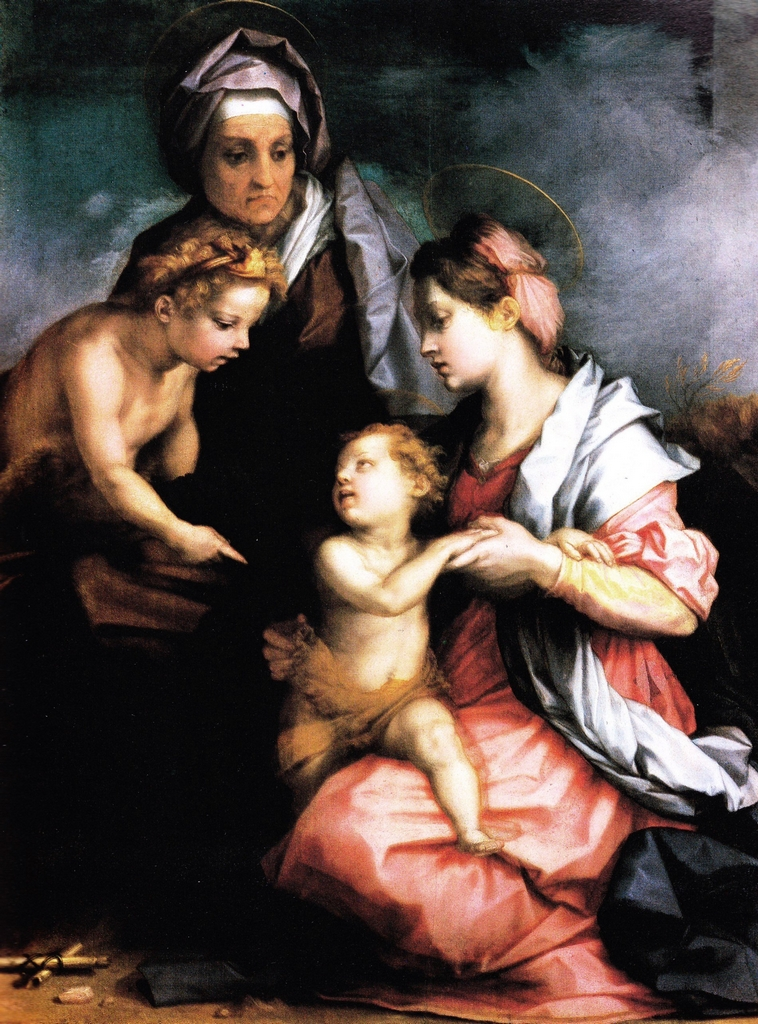
Andrea del Sarto, Sainte Famille Médicis (it), v. 1529. Salle d'Apollon.

#### Titien
- Portrait de Vincenzo Mosti (1526)
- Le Concert
- Portrait de femme ("La Bella") (v. 1536)
- Madeleine pénitente, ou Marie Madeleine (1533)
- Portrait de gentilhomme (dit "Le Jeune Anglais")
- Portrait de Pierre l'Arétin
- Portrait du cardinal Hippolyte de Medicis

#### Le Tintoret
- Portrait de Luigi Cornaro (1560)

#### Paul Véronèse
- Portrait d'un gentilhomme en fourrure (ou Gentilhomme en pelisse)
- Le Baptême du Christ

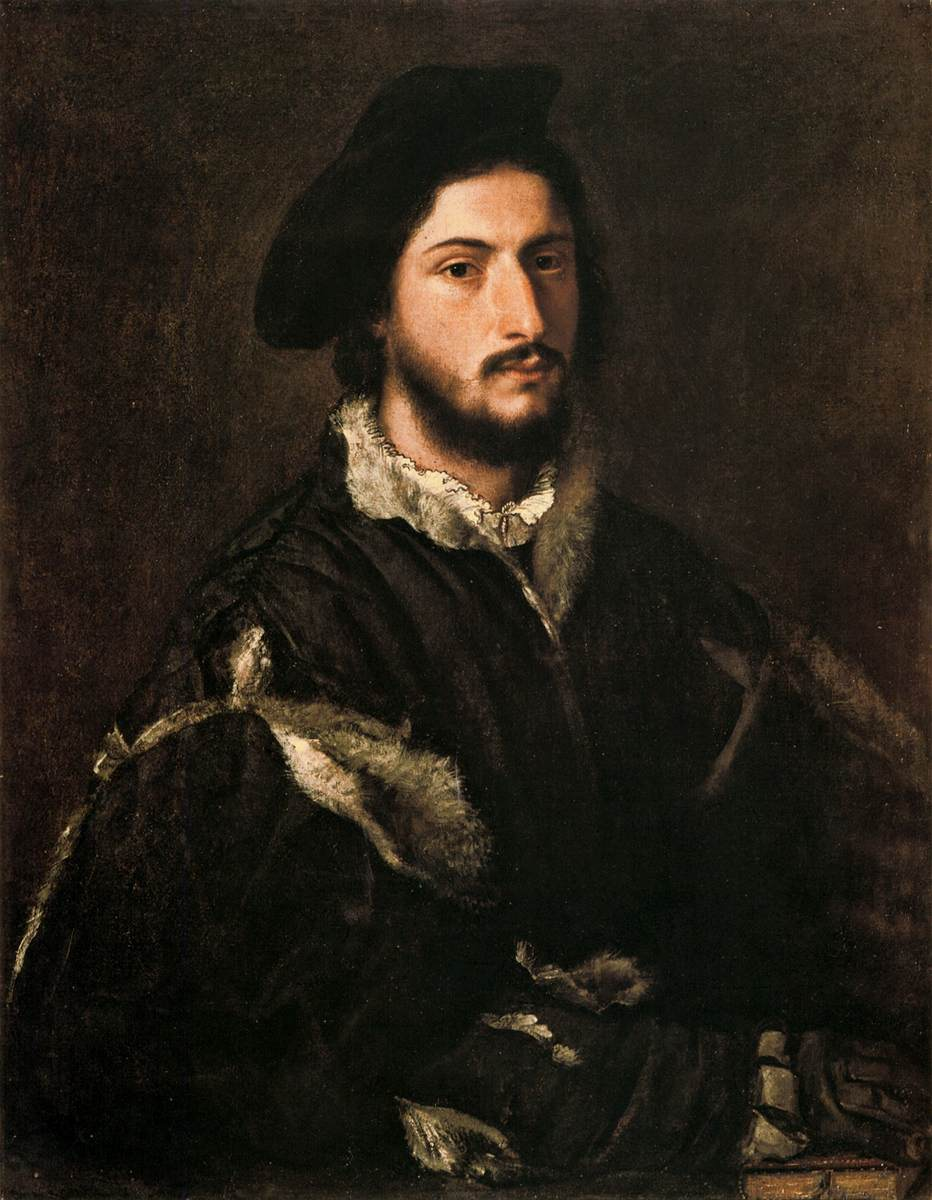
Titien, Portrait de Vincenzo Mosti, v. 1526
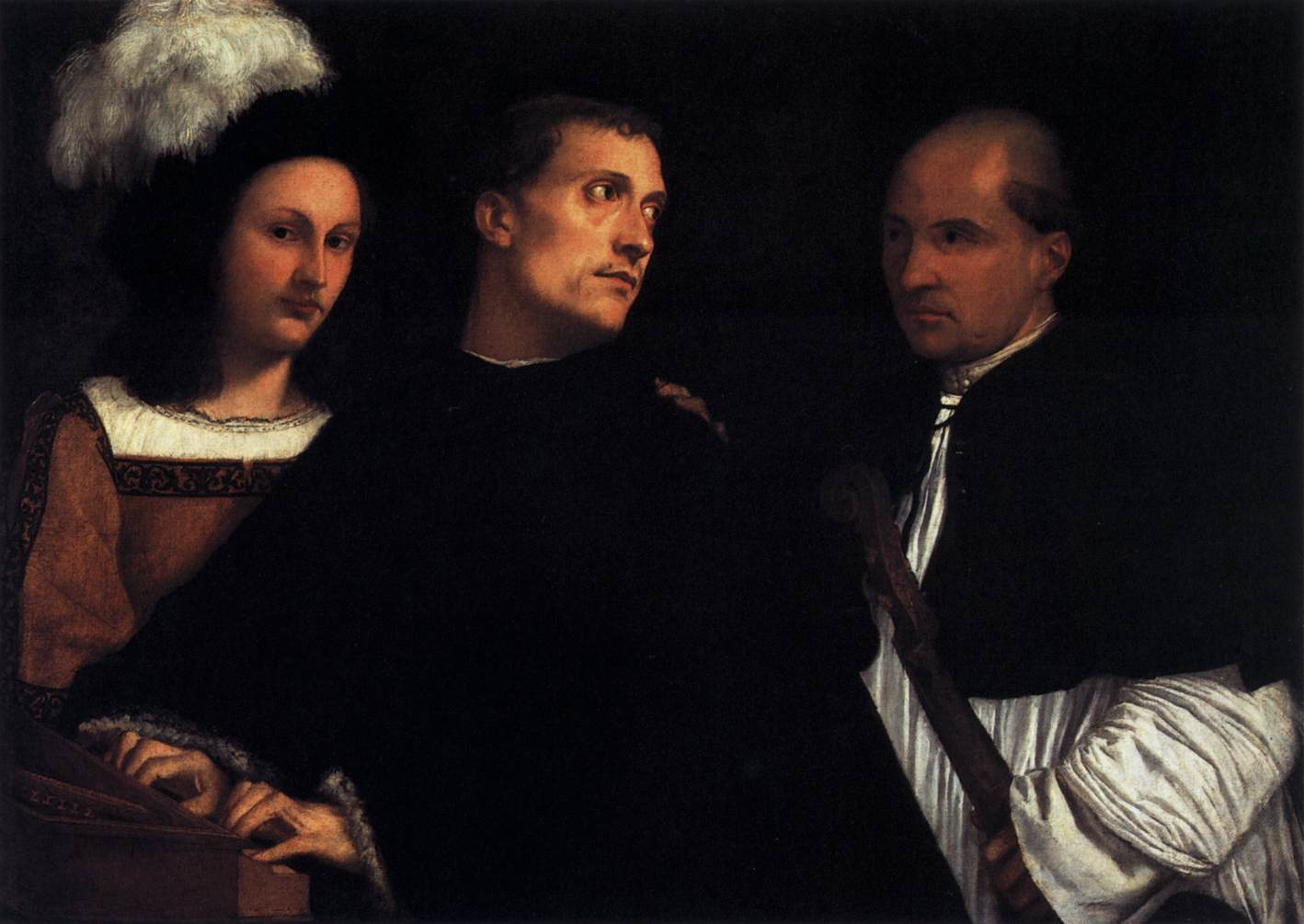
Titien, Le concert, 1510
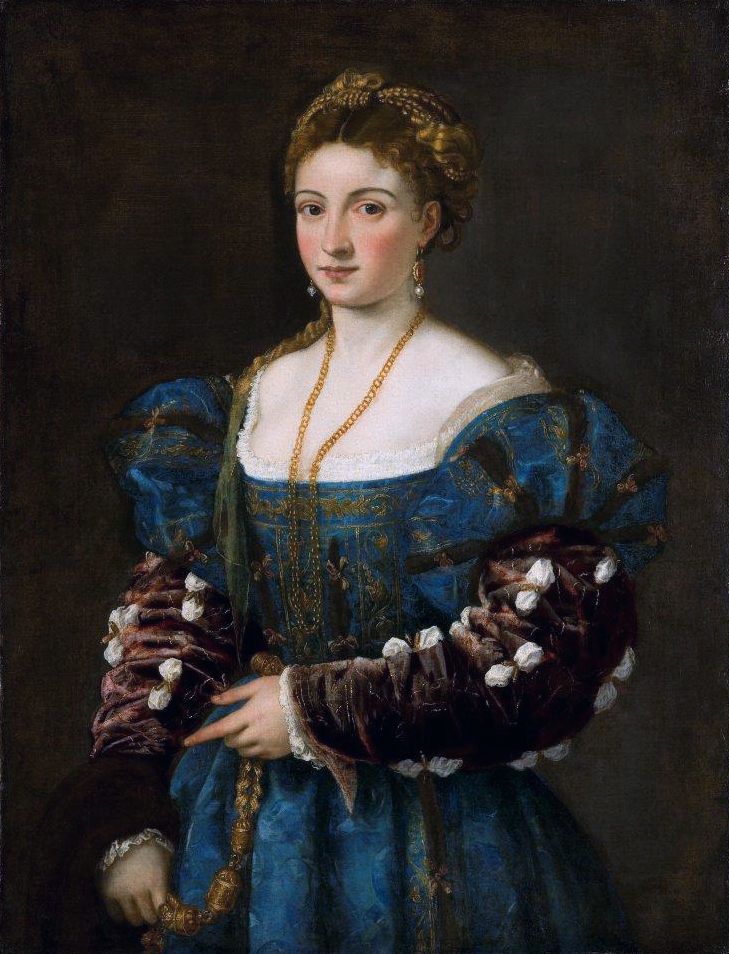
Titien, La Bella, v. 1536
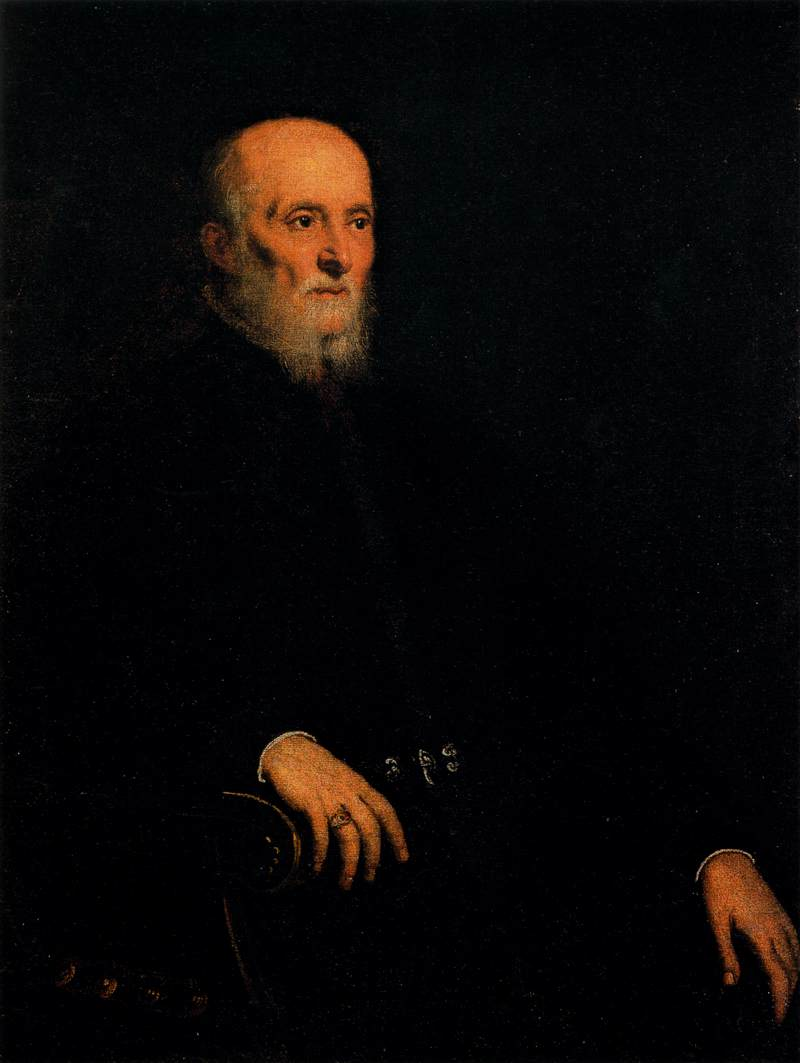
Le Tintoret, Portrait de Luigi Cornaro, v. 1560
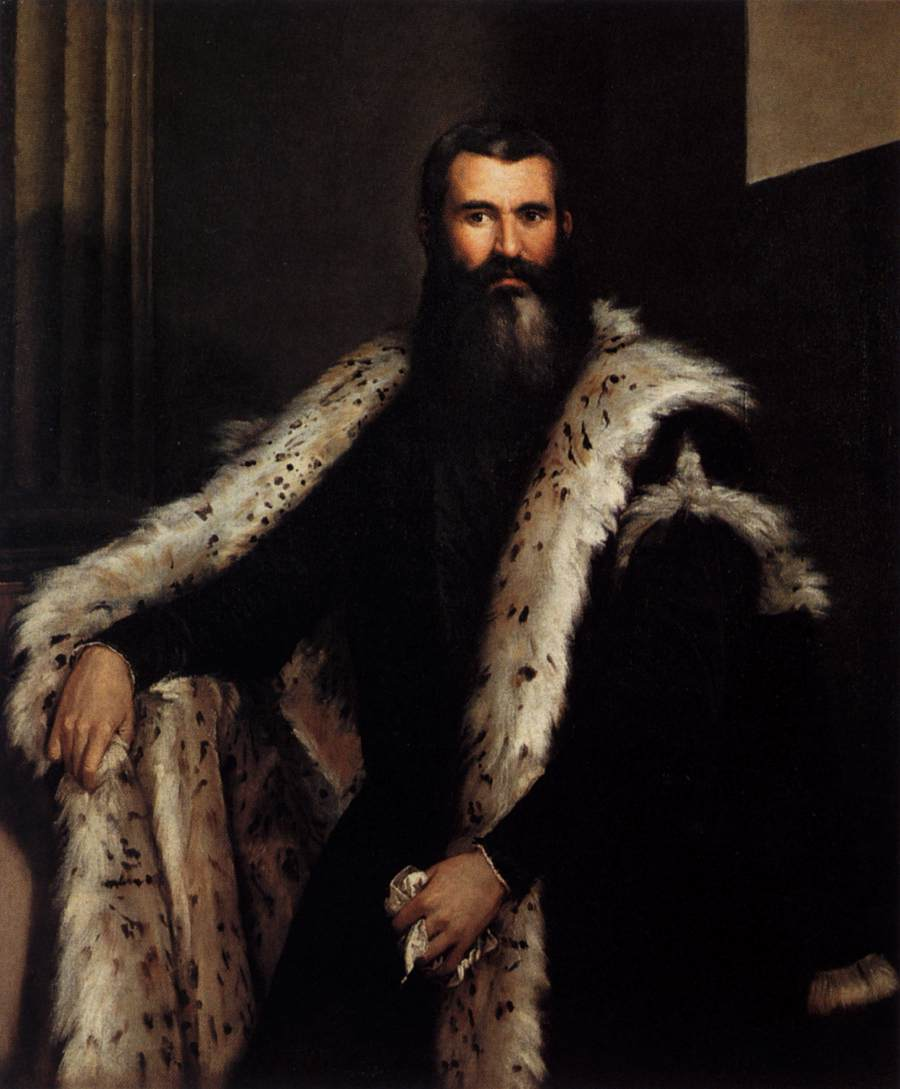
Paul Véronèse, Portrait d'un gentilhomme en fourrure, v. 1550-1570

#### Andrea del Verrocchio
- Saint Jérôme

### Autres écoles

#### Jan Brueghel l'Ancien
- Orphée aux Enfers

#### François Clouet
- Portrait d'Henri II

#### Frans Pourbus le Jeune
- Portrait d'Éléonore de Médicis, duchesse de Mantoue (1603)

#### Goya
- Portrait du torero Pedro Romero

#### Jordaens
- Neptune créant le cheval

#### Murillo
- La Vierge au Rosaire
- La Vierge et l'Enfant

#### José de Ribera
- Le Martyre de saint Barthélemy (1630)
- Saint François d'Assise (1643)

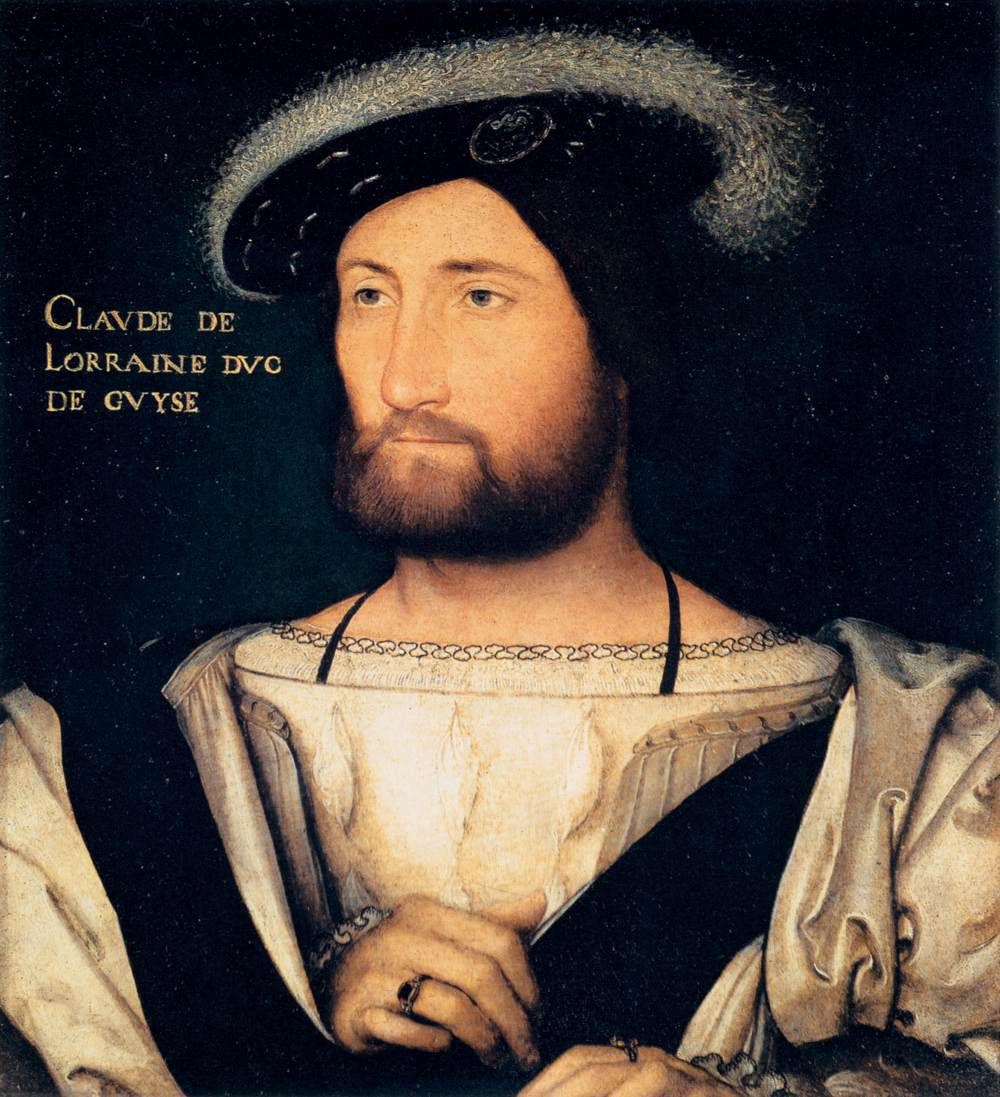
Jean Clouet, Portrait de Claude de Lorraine, premier duc de Guise, 1528.
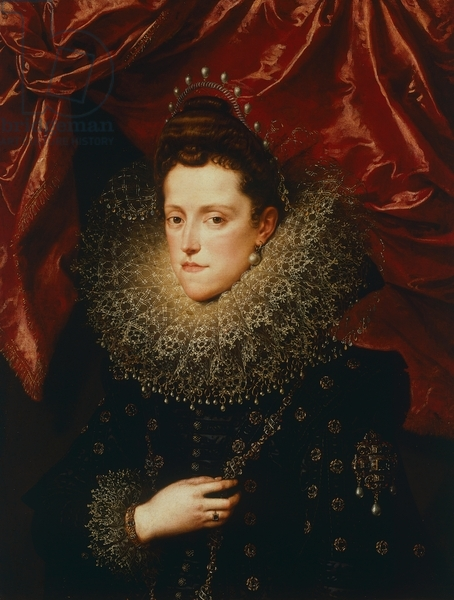
Frans Pourbus le Jeune, Portrait d'Éléonore de Médicis, duchesse de Mantoue, 1603.
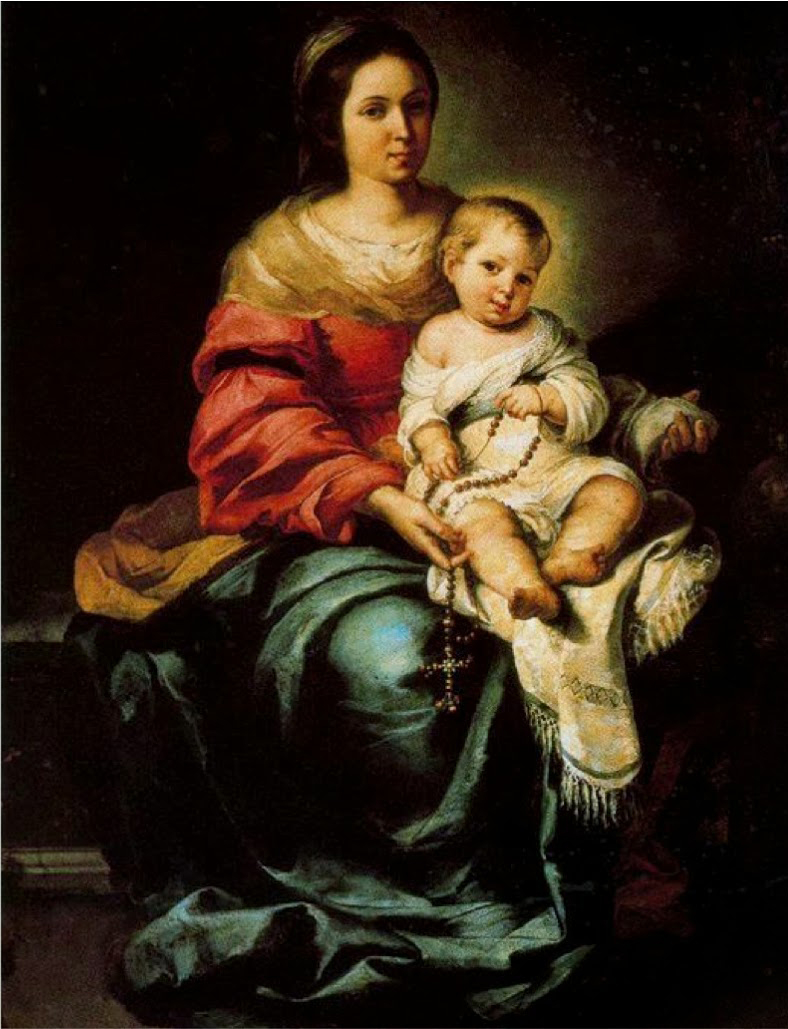
Murillo, La Vierge au Rosaire.
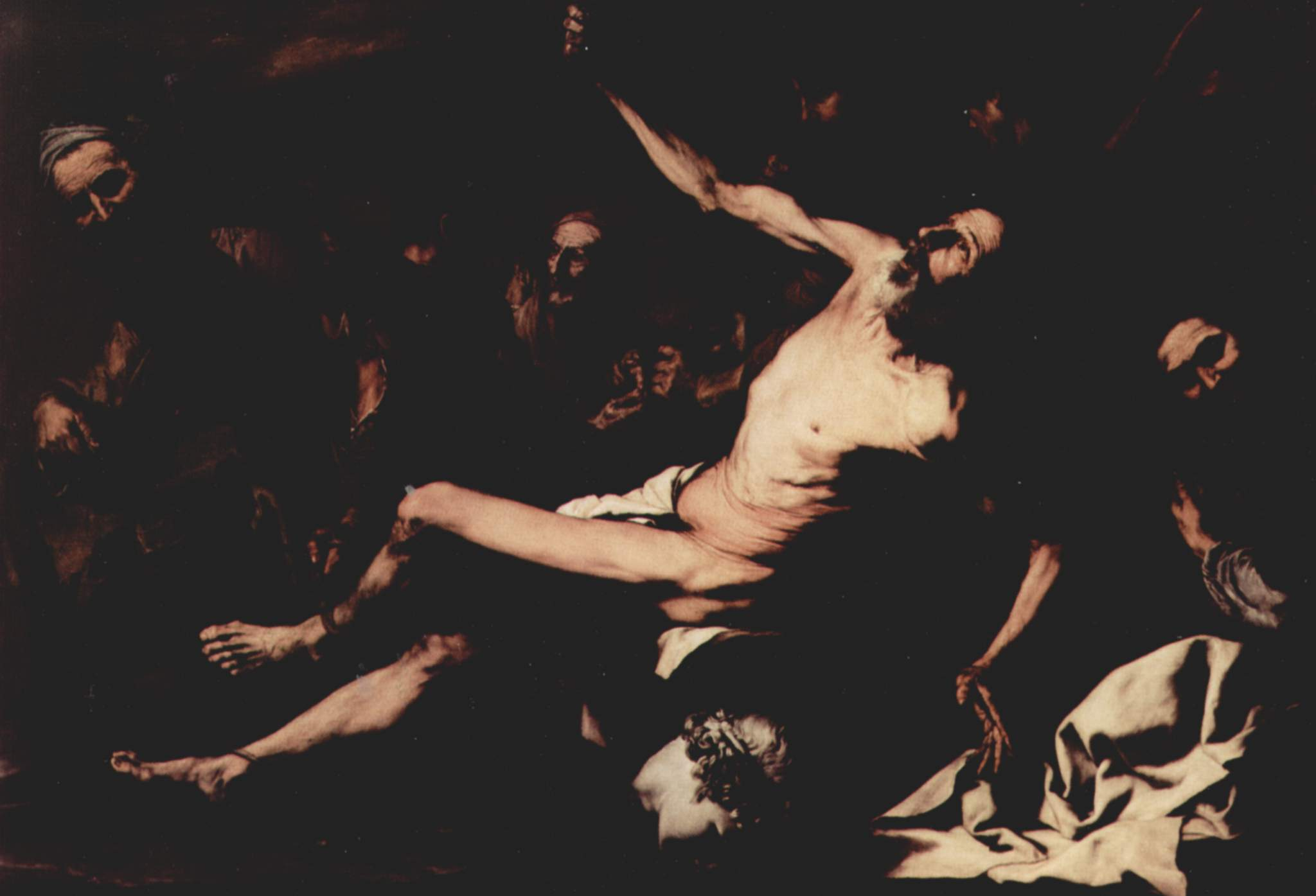
José de Ribera, Le Martyre de saint Barthélemy, 1630.
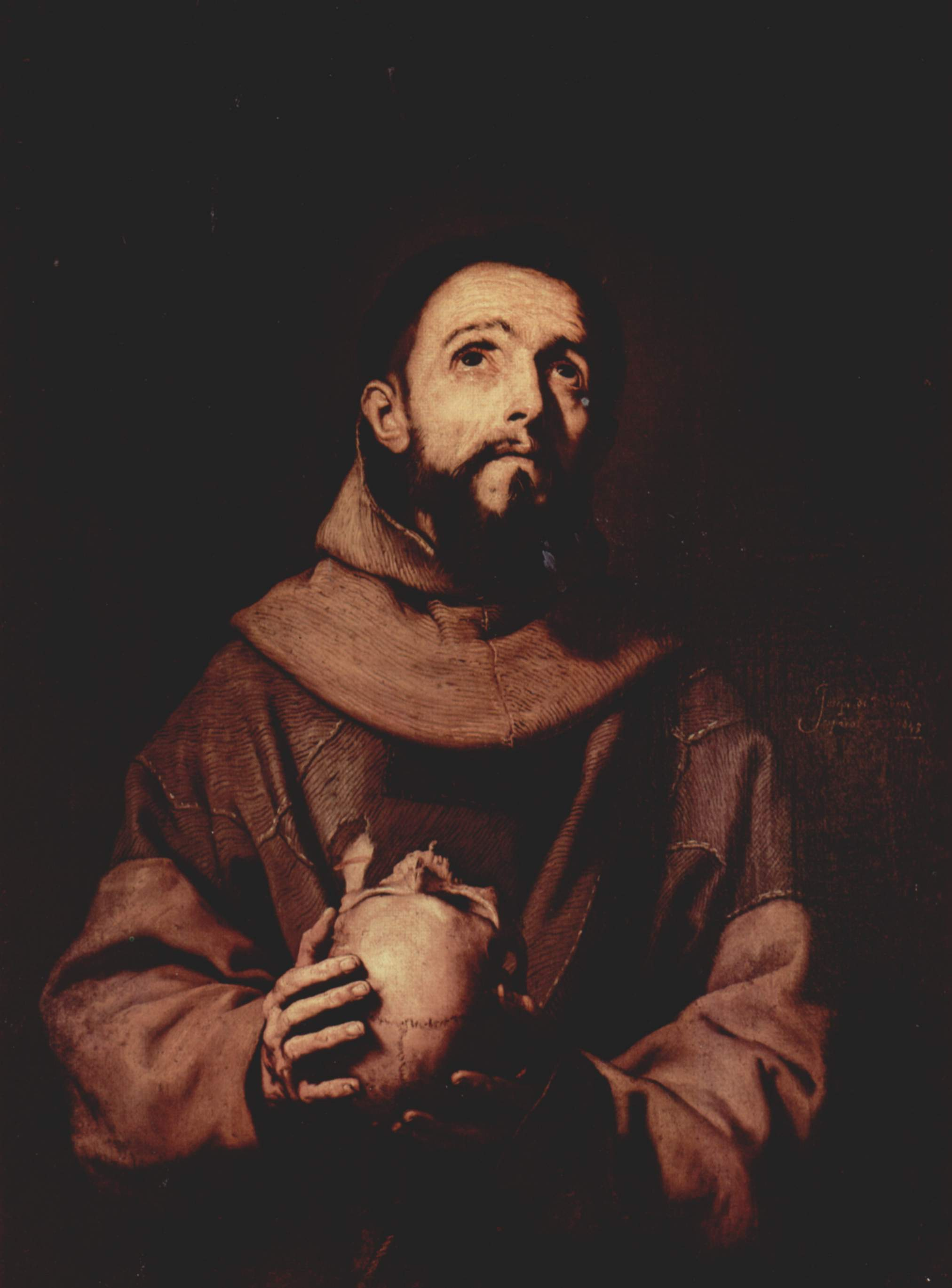
José de Ribera, Saint François, 1643.

#### Peter Paul Rubens
- Les Quatre Philosophes (~1612)
- Le Retour des paysans des champs
- Ulysse sur l'île des Phéaciens
- Les Maux de la guerre
- La Sainte Famille avec sainte Elisabeth (1615)
- Résurrection du Christ (1616)

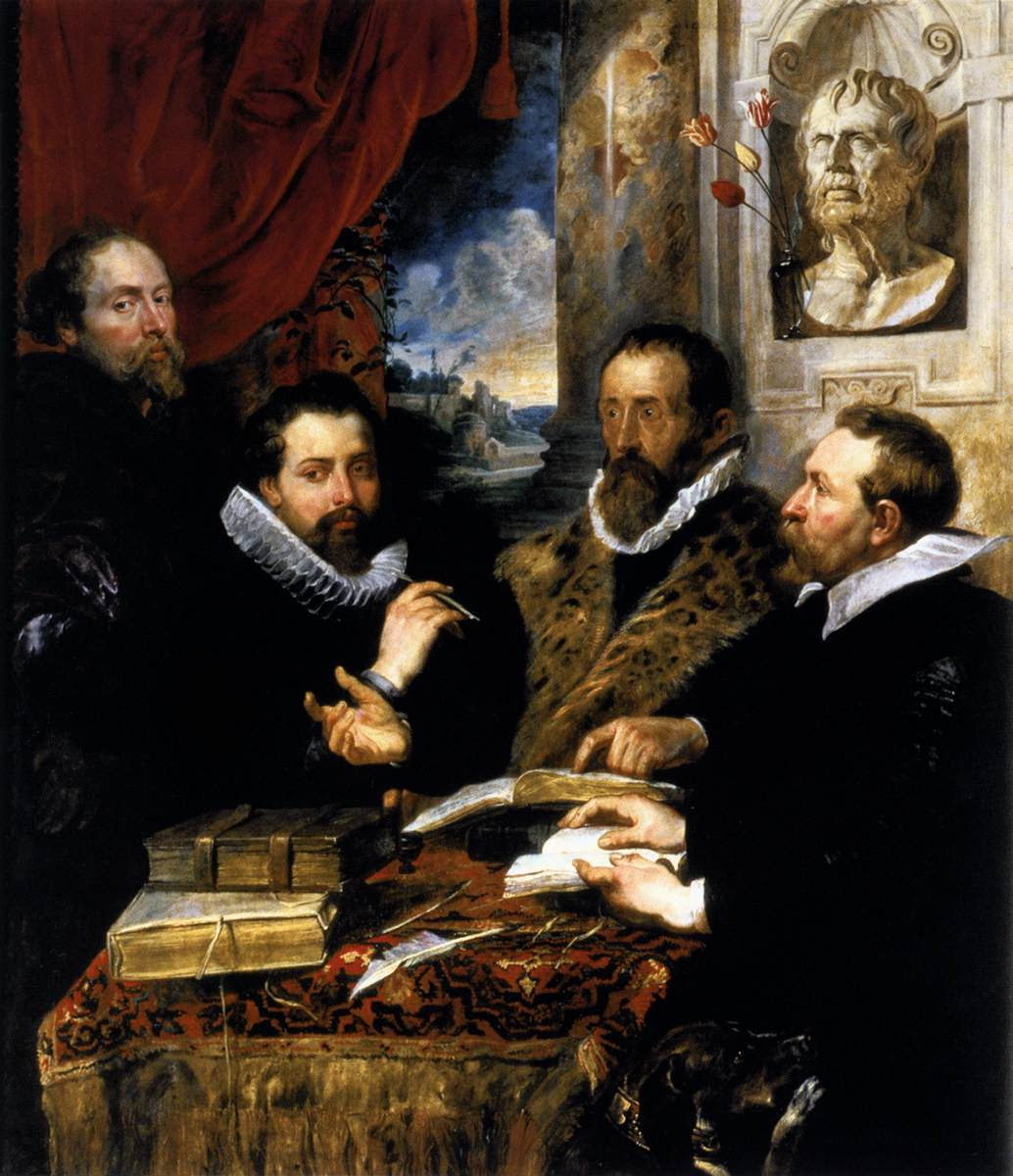
Rubens, Les Quatre Philosophes, 1612.
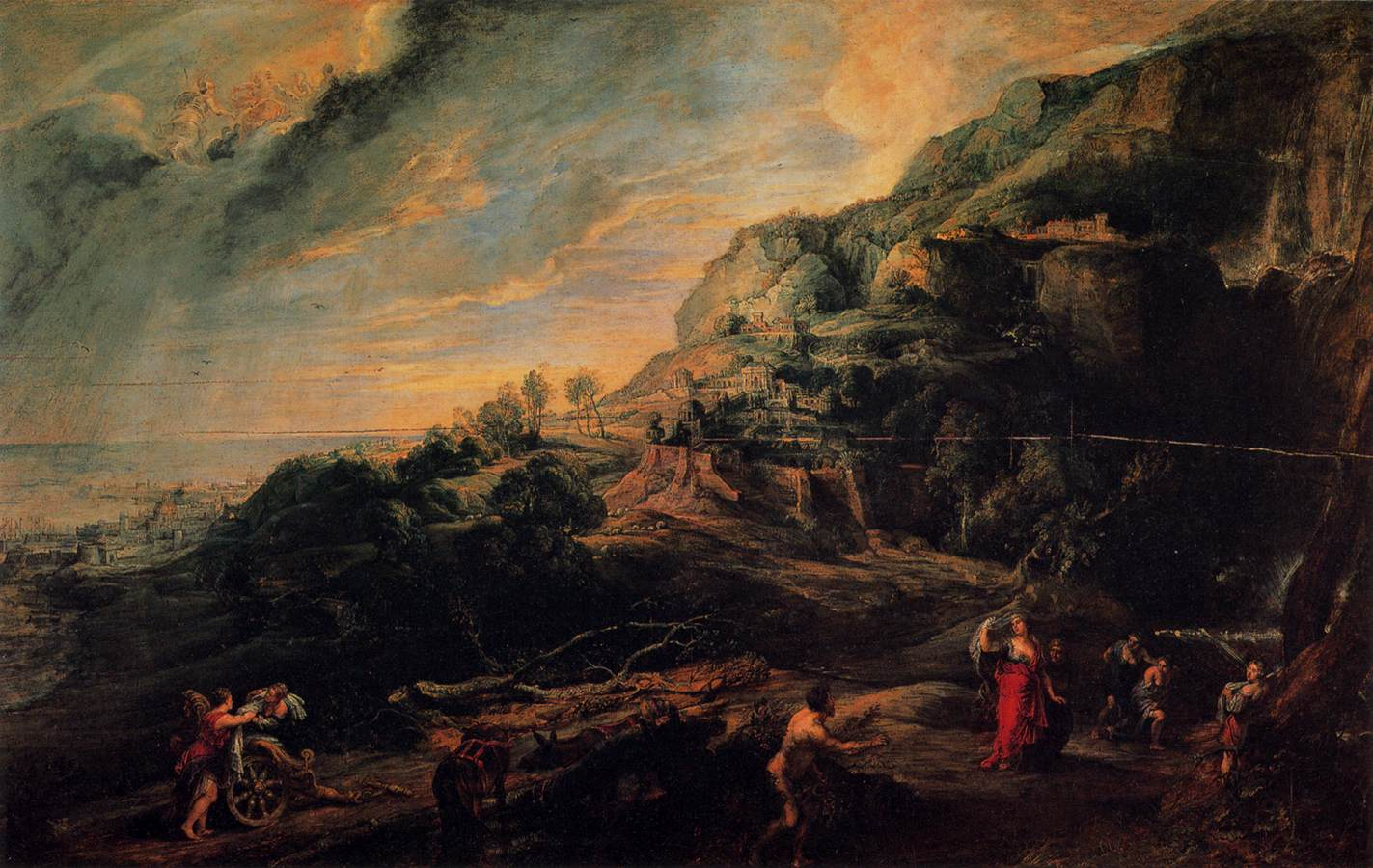
Rubens, Ulysse sur l'île des Phéaciens, 1627.
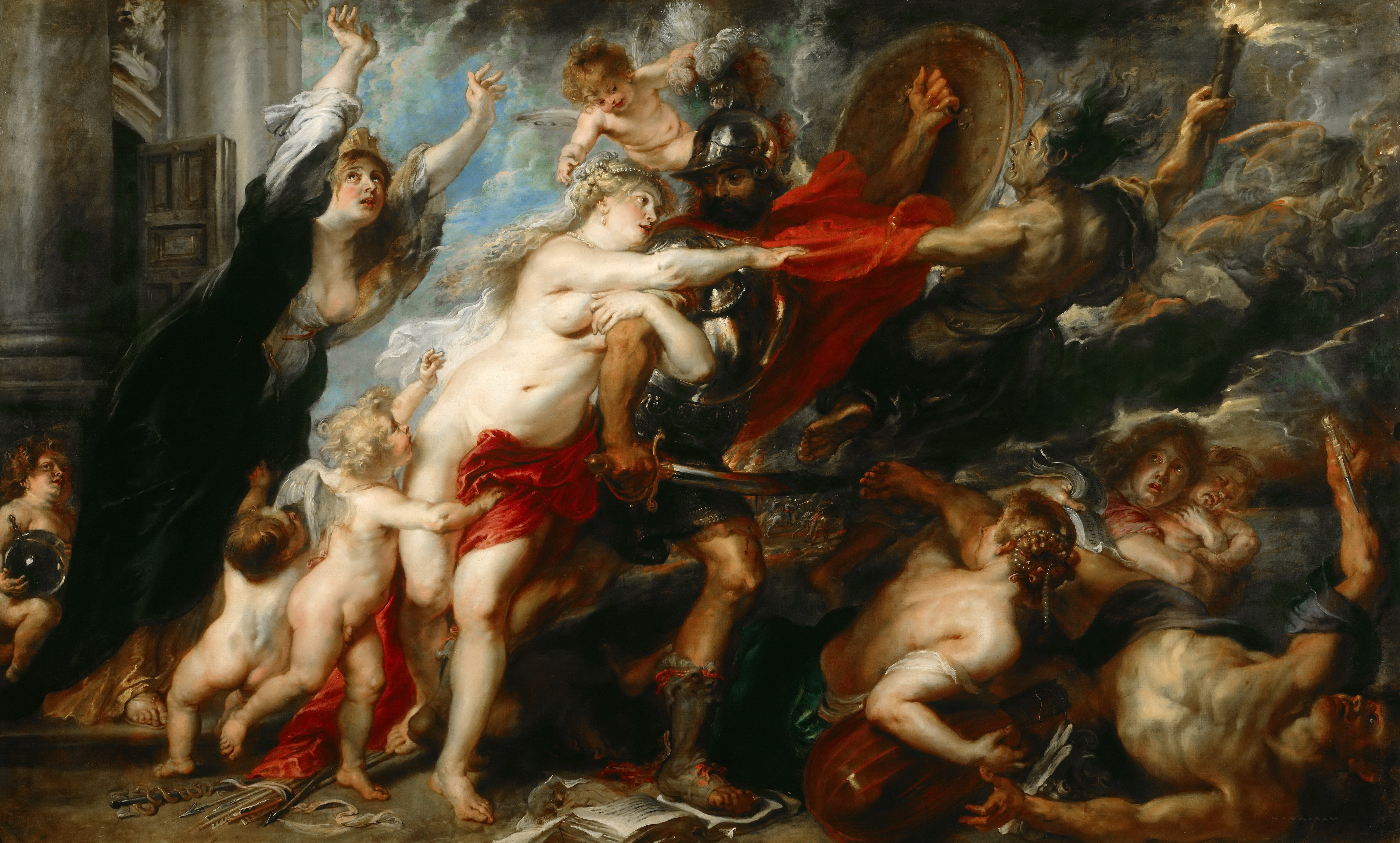
Rubens, Les Maux de la guerre, 1638.

#### Van Dyck
- Portrait d'un gentilhomme anglais
- Portrait du cardinal Guido Bentivoglio (1623)
- Repos pendant la fuite en Egypte

#### Van Ruysdael
- Paysage avec chute d'eau

#### Velasquez
- Le Porteur d'eau de Séville (1620)
- Philippe IV à cheval

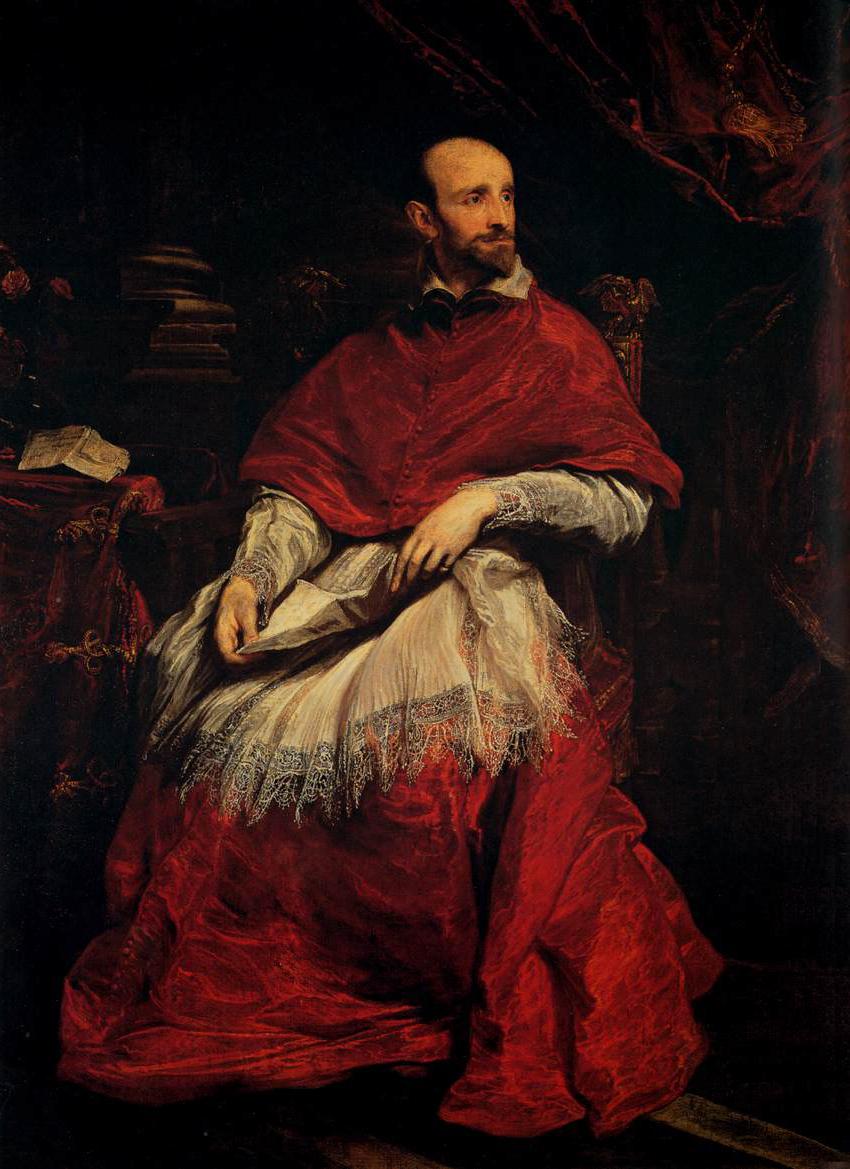
Van Dyck, Portrait du cardinal Guido Bentivoglio, 1623.
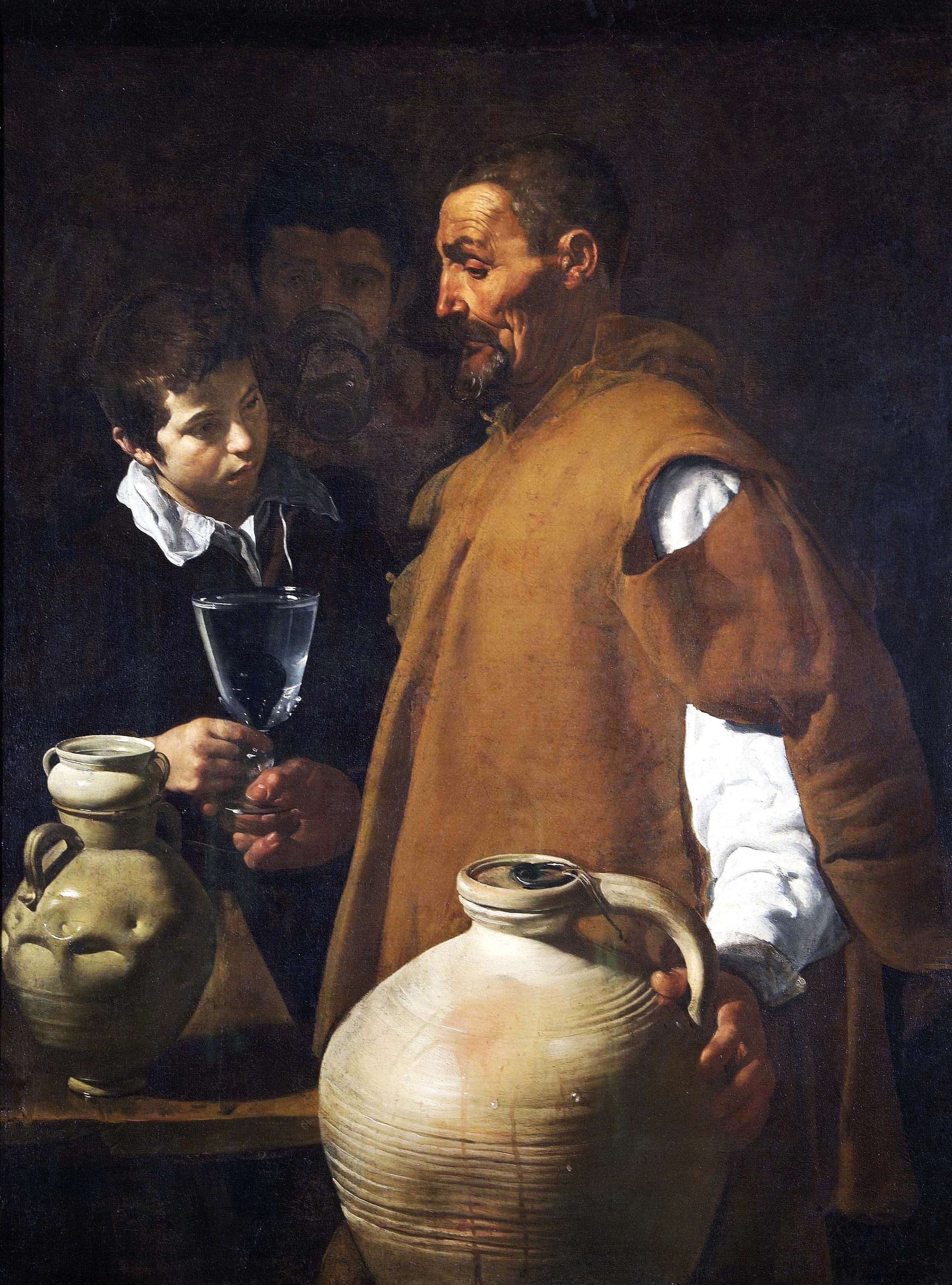
Velasquez, Le Porteur d'eau de Séville, 1620.